# Могилёв
Могилёв (бел. Магілё́ў) — город на востоке Беларуси, административный центр Могилёвской области и Могилёвского района.
В XVII—XIX веках c целью отличия от города Могилёва-на-Днестре до его переименования в 1923 году в Могилёв-Подольский часто именовался Могилёвом-на-Днепре или Могилёвом губернским.
Численность населения — 352 896 человек (на 1 января 2025 года).

## Этимология
О происхождении названия города достоверных сведений нет; имеются только предположения, предания и легенды. В основе названия может лежать личное имя Могила, о чём свидетельствует наличие притяжательного суффикса «-ёв», обычно сочетающегося с личными именами. Однако конкретное лицо с таким именем в истории города не установлено. Во вступлении к «Могилёвской хронике» говорится, что это название происходит от имени князя Льва Даниловича Могия (могучий лев), который в 1267 году построил Могилёвский замок. Некоторые исследователи связывают происхождение названия города с именем полоцкого князя Льва Владимировича, или Льва Могучего. Существует также версия о происхождении названия города от финно-угорского «могиляй» — «горы над водой».

## Геральдика
Герб и флаг города Могилёв учреждены Указом Президента Республики Беларусь 3 января 2005 года № 1 и зарегистрированы в Государственном геральдическом регистре Республики Беларусь 6 января 2005 года № Б-25 и № Б-26. Одобрены решением Могилёвского городского Совета депутатов от 1 ноября 2001 года № 16-9.

## География

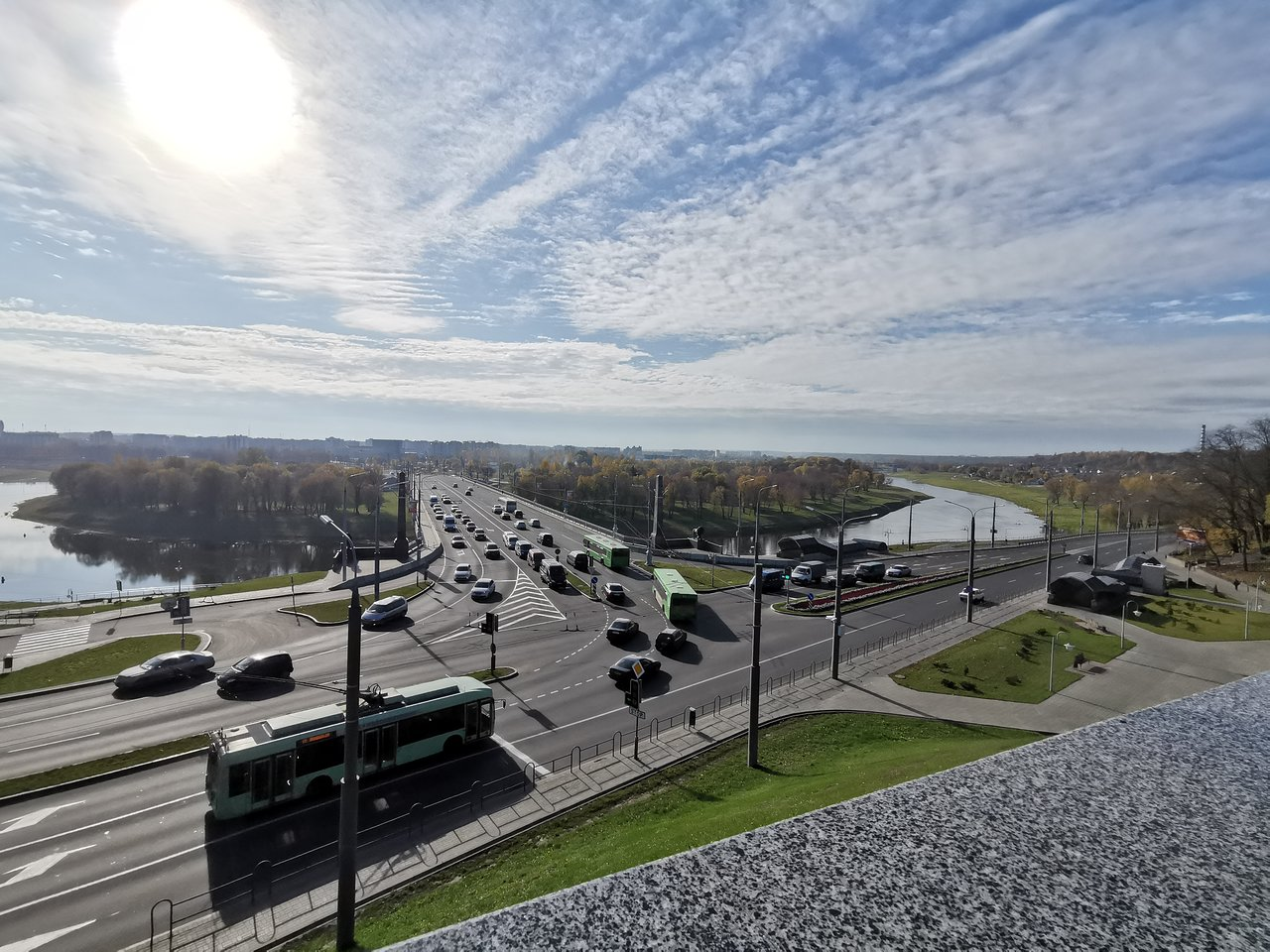
Набережная Днепра и вид на город

Географические координаты города — 53° 54' с. ш. и 30° 20' в. д. Часовой пояс Могилёва — UTC+3. Водные ресурсы города представлены: Днепром, Дубровенкой и впадающими в них реками, Святым озером. Могилёв расположен в 645 км от истока Днепра. Разветвлённая сеть железнодорожных и шоссейных дорог, расходящихся от города во всех направлениях, связывает его с крупнейшими промышленными и культурными центрами Беларуси, России и Украины.
200 км отделяют Могилёв от столицы Беларуси Минска, до Москвы по прямой — 520 км, до Санкт-Петербурга — около 700 км, до Киева — 380 км. Днепр делит город на две части. Правый берег коренной. Он возвышается на 25—30 м над меженным уровнем реки. Отсюда открывается вид на заднепровскую часть города, которая ранее заливалась при паводке на несколько недель водой, а сейчас практически полностью застроенную. Ширина Днепра в Могилёве достигает почти 100 м. Судоходен Днепр в течение 230 дней в году (100—150 в засушливое время). Климат в Могилёве умеренно-континентальный.
| Показатель                    | Янв.  | Фев.  | Март | Апр.  | Май  | Июнь | Июль | Авг. | Сен. | Окт.  | Нояб. | Дек.  | Год   |
| ----------------------------- | ----- | ----- | ---- | ----- | ---- | ---- | ---- | ---- | ---- | ----- | ----- | ----- | ----- |
| Абсолютный максимум, °C       | 9,8   | 12,9  | 19,8 | 29,1  | 32,0 | 33,0 | 36,3 | 36,8 | 30,6 | 25,5  | 14,5  | 10,9  | 36,8  |
| Средний суточный максимум, °C | −3    | −2,5  | 3,0  | 12,0  | 18,6 | 21,5 | 23,6 | 22,7 | 16,7 | 9,9   | 2,3   | −2    | 10,2  |
| Средняя температура, °C       | −5,3  | −5,5  | −0,8 | 6,7   | 12,9 | 16,1 | 18,1 | 17,0 | 11,6 | 6,0   | −0,1  | −4,2  | 6,0   |
| Средний суточный минимум, °C  | −7,8  | −8,5  | −4,2 | 2,0   | 7,3  | 10,8 | 12,7 | 11,6 | 7,1  | 2,6   | −2,3  | −6,6  | 2,1   |
| Абсолютный минимум, °C        | −37,3 | −34,7 | −35  | −17,7 | −4,4 | −0,7 | 3,0  | 0,9  | −4,8 | −14,8 | −23,5 | −33,4 | −37,3 |
| Норма осадков, мм             | 39    | 34    | 39   | 41    | 53   | 75   | 81   | 65   | 55   | 54    | 45    | 41    | 622   |
| Источник: Погода и Климат     |       |       |      |       |      |      |      |      |      |       |       |       |       |

| Относительная влажность воздуха Могилёва | Относительная влажность воздуха Могилёва | Относительная влажность воздуха Могилёва | Относительная влажность воздуха Могилёва | Относительная влажность воздуха Могилёва | Относительная влажность воздуха Могилёва | Относительная влажность воздуха Могилёва | Относительная влажность воздуха Могилёва | Относительная влажность воздуха Могилёва | Относительная влажность воздуха Могилёва | Относительная влажность воздуха Могилёва | Относительная влажность воздуха Могилёва | Относительная влажность воздуха Могилёва | Относительная влажность воздуха Могилёва |
| Показатель                               | Янв                                      | Фев                                      | Мар                                      | Апр                                      | Май                                      | Июн                                      | Июл                                      | Авг                                      | Сен                                      | Окт                                      | Ноя                                      | Дек                                      | Год                                      |
| Влажность воздуха, %                     | 87                                       | 85                                       | 80                                       | 72                                       | 69                                       | 74                                       | 74                                       | 75                                       | 80                                       | 84                                       | 89                                       | 89                                       | 80                                       |
| ---------------------------------------- | ---------------------------------------- | ---------------------------------------- | ---------------------------------------- | ---------------------------------------- | ---------------------------------------- | ---------------------------------------- | ---------------------------------------- | ---------------------------------------- | ---------------------------------------- | ---------------------------------------- | ---------------------------------------- | ---------------------------------------- | ---------------------------------------- |
| Источник: Погода и климат                |                                          |                                          |                                          |                                          |                                          |                                          |                                          |                                          |                                          |                                          |                                          |                                          |                                          |

## Население
Могилёв — пятый по количеству жителей (после Минска, Гомеля, Витебска и Гродно) город Беларуси. 
Численность населения — 352 896 человек (на 1 января 2025 года). Население составляет 353 110 человек (1 января 2024 года).
| Численность населения с 1939 года:                                                              |
| Графики недоступны из-за технических проблем. См. информацию на Фабрикаторе и на mediawiki.org. |

| Численность населения по годам (1996—2025 гг.) | Численность населения по годам (1996—2025 гг.) | Численность населения по годам (1996—2025 гг.) | Численность населения по годам (1996—2025 гг.) | Численность населения по годам (1996—2025 гг.) | Численность населения по годам (1996—2025 гг.) | Численность населения по годам (1996—2025 гг.) | Численность населения по годам (1996—2025 гг.) | Численность населения по годам (1996—2025 гг.) | Численность населения по годам (1996—2025 гг.) | Численность населения по годам (1996—2025 гг.) |
| Год                                            | 1996                                           | 2001                                           | 2002                                           | 2003                                           | 2004                                           | 2005                                           | 2006                                           | 2007                                           | 2008                                           | 2009                                           |
| ---------------------------------------------- | ---------------------------------------------- | ---------------------------------------------- | ---------------------------------------------- | ---------------------------------------------- | ---------------------------------------------- | ---------------------------------------------- | ---------------------------------------------- | ---------------------------------------------- | ---------------------------------------------- | ---------------------------------------------- |
| Население чел.                                 | 356 300                                        | ▲356 814                                       | ▲357 191                                       | ▼357 076                                       | ▼356 514                                       | ▲356 947                                       | ▼356 370                                       | ▲356 674                                       | ▲356 840                                       | ▲357 449                                       |
| Год                                            | 2010                                           | 2011                                           | 2012                                           | 2013                                           | 2014                                           | 2015                                           | 2016                                           | 2017                                           | 2018                                           | 2019                                           |
| Население чел.                                 | ▲358 788                                       | ▲360 918                                       | ▲363 363                                       | ▲366 839                                       | ▲370 690                                       | ▲374 655                                       | ▲378 077                                       | ▲380 440                                       | ▲381 353                                       | ▲383 313                                       |
| Год                                            | 2020                                           | 2021                                           | 2022                                           | 2023                                           | 2024                                           | 2025                                           |                                                |                                                |                                                |                                                |
| Население чел.                                 |                                                |                                                |                                                | ▼353 338                                       | ▼353 110                                       | ▼352 896                                       |                                                |                                                |                                                |                                                |

| Национальный состав по переписи 2019 года | Национальный состав по переписи 2019 года | Национальный состав по переписи 2019 года | Национальный состав по переписи 2019 года | Национальный состав по переписи 2019 года | Национальный состав по переписи 2019 года | Национальный состав по переписи 2019 года | Национальный состав по переписи 2019 года | Национальный состав по переписи 2019 года | Национальный состав по переписи 2019 года | Национальный состав по переписи 2019 года | Национальный состав по переписи 2019 года | Национальный состав по переписи 2019 года | Национальный состав по переписи 2019 года | Национальный состав по переписи 2019 года | Национальный состав по переписи 2019 года | Национальный состав по переписи 2019 года | Национальный состав по переписи 2019 года | Национальный состав по переписи 2019 года | Национальный состав по переписи 2019 года | Национальный состав по переписи 2019 года |
| ----------------------------------------- | ----------------------------------------- | ----------------------------------------- | ----------------------------------------- | ----------------------------------------- | ----------------------------------------- | ----------------------------------------- | ----------------------------------------- | ----------------------------------------- | ----------------------------------------- | ----------------------------------------- | ----------------------------------------- | ----------------------------------------- | ----------------------------------------- | ----------------------------------------- | ----------------------------------------- | ----------------------------------------- | ----------------------------------------- | ----------------------------------------- | ----------------------------------------- | ----------------------------------------- |
| Всего (перепись 2019)                     | белорусы                                  | белорусы                                  | русские                                   | русские                                   | украинцы                                  | украинцы                                  | поляки                                    | поляки                                    | евреи                                     | евреи                                     |                                           |                                           |                                           |                                           |                                           |                                           |                                           |                                           |                                           |                                           |
| 356 821                                   | 318 077                                   | 89,14 %                                   | 20 721                                    | 5,81 %                                    | 4060                                      | 1,14 %                                    | 794                                       | 0,22 %                                    | 604                                       | 0,17 %                                    |                                           |                                           |                                           |                                           |                                           |                                           |                                           |                                           |                                           |                                           |
| Национальный состав по переписи 2009 года |                                           |                                           |                                           |                                           |                                           |                                           |                                           |                                           |                                           |                                           |                                           |                                           |                                           |                                           |                                           |                                           |                                           |                                           |                                           |                                           |
| Всего (перепись 2009)                     | белорусы                                  | белорусы                                  | русские                                   | русские                                   | украинцы                                  | украинцы                                  | евреи                                     | евреи                                     | поляки                                    | поляки                                    | азербайджанцы                             | азербайджанцы                             | цыгане                                    | цыгане                                    | армяне                                    | армяне                                    | грузины                                   | грузины                                   | татары                                    | татары                                    |
| 358 279                                   | 313 238                                   | 87,43 %                                   | 25 601                                    | 7,15 %                                    | 3792                                      | 1,06 %                                    | 701                                       | 0,2 %                                     | 595                                       | 0,17 %                                    | 216                                       | 0,06 %                                    | 197                                       | 0,05 %                                    | 196                                       | 0,05 %                                    | 138                                       | 0,04 %                                    | 125                                       | 0,04 %                                    |
| 358 279                                   | литовцы                                   | литовцы                                   | туркмены                                  | туркмены                                  | молдаване                                 | молдаване                                 | узбеки                                    | узбеки                                    | немцы                                     | немцы                                     | казахи                                    | казахи                                    | арабы                                     | арабы                                     | латыши                                    | латыши                                    | чуваши                                    | чуваши                                    | чеченцы                                   | чеченцы                                   |
| 358 279                                   | 100                                       | 0,03 %                                    | 98                                        | 0,03 %                                    | 86                                        | 0,024 %                                   | 59                                        | 0,016 %                                   | 51                                        | 0,014 %                                   | 43                                        | 0,012 %                                   | 37                                        | 0,01 %                                    | 32                                        | 0,009 %                                   | 30                                        | 0,008 %                                   | 30                                        | 0,008 %                                   |
| 358 279                                   | мордва                                    | мордва                                    | таджики                                   | таджики                                   | осетины                                   | осетины                                   | корейцы                                   | корейцы                                   | башкиры                                   | башкиры                                   | болгары                                   | болгары                                   | китайцы                                   | китайцы                                   | вьетнамцы                                 | вьетнамцы                                 | удмурты                                   | удмурты                                   | марийцы                                   | марийцы                                   |
| 358 279                                   | 25                                        | 0,007 %                                   | 21                                        | 0,006 %                                   | 21                                        | 0,006 %                                   | 19                                        | 0,005 %                                   | 19                                        | 0,005 %                                   | 16                                        | 0,0045 %                                  | 15                                        | 0,004 %                                   | 11                                        | 0,003 %                                   | 8                                         | 0,002 %                                   | 5                                         | 0,0014 %                                  |

В 2017 году в Могилёве родилось 3698 и умерло 3668 человек. Коэффициент рождаемости — 9,7 на 1000 человек (средний показатель по Могилёвской области — 10,5, по республике — 10,8), коэффициент смертности — 9,6 на 1000 человек (средний показатель по области — 13,6, по республике — 12,6). По численности родившихся в 2017 году Могилёв находился на предпоследнем месте среди областных центров, опережая только Витебск. Коэффициент рождаемости в Могилёве выше, чем в Витебске, но ниже, чем в остальных областных центрах, коэффициент смертности населения ниже, чем в Витебске, и выше, чем в остальных областных центрах.
| Коэффициенты рождаемости и смертности: |

|
В 2017 году в Могилёве было заключено 2777 браков (7,3 на 1000 человек, средний показатель по Могилёвской области — 7,1) и 1504 развода (3,9 на 1000 человек, средний показатель по Могилёвской области — 3,6). По числу заключённых браков на 1000 человек район занимает 5-е место в области (после Могилёвского, Круглянского, Кричевского и Бобруйска), по числу разводов на 1000 человек — 2-е место (после Бобруйска).
В Могилёве имеются микрорайоны: Казимировка, Спутник, Юбилейный, имени В. В. Фатина, Мир-2, Мир-1, Северный, Техноприбор и др.

## Административно-территориальное деление

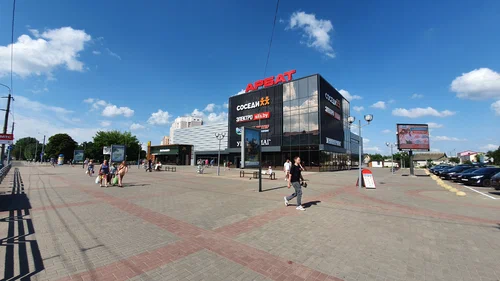
Центр проспекта Пушкинского (ТЦ Арбат)

Могилёв делится на 2 района: Октябрьский и Ленинский.

### Октябрьский район
Октябрьский район был образован 25 декабря 1962 года Указом Президиума Верховного Совета БССР № 356. Территорию района составляет левобережная часть реки Днепр, нечётная сторона улицы Челюскинцев, нечётная сторона улицы Вишневецкого и Рабочий посёлок. Площадь района 5289 га. Проживает в Октябрьском районе около 168 тыс. человек. На территории района расположено 360 улиц и переулков. Основными магистралями района являются: проспект Пушкинский, проспект Димитрова, проспект Шмидта, улица Челюскинцев, улица Габровская и улица Островского.

### Ленинский район
Ленинский район, также как и Октябрьский, образован 25 декабря 1962 года Указом Президиума Верховного Совета БССР № 356. Расположен на правом берегу реки Днепр. Площадь района более 5,5 тыс. га, а население около 210 тыс. человек. Главные магистрали района это: улица Якубовского, улица Крупской, улица Первомайская, проспект Мира и улица Космонавтов. В районе расположены областной драматический театр, областной театр кукол, областной краеведческий музей, музей истории Могилёва, областная библиотека имени В. И. Ленина и другие учреждения.

Виды Октябрьского района
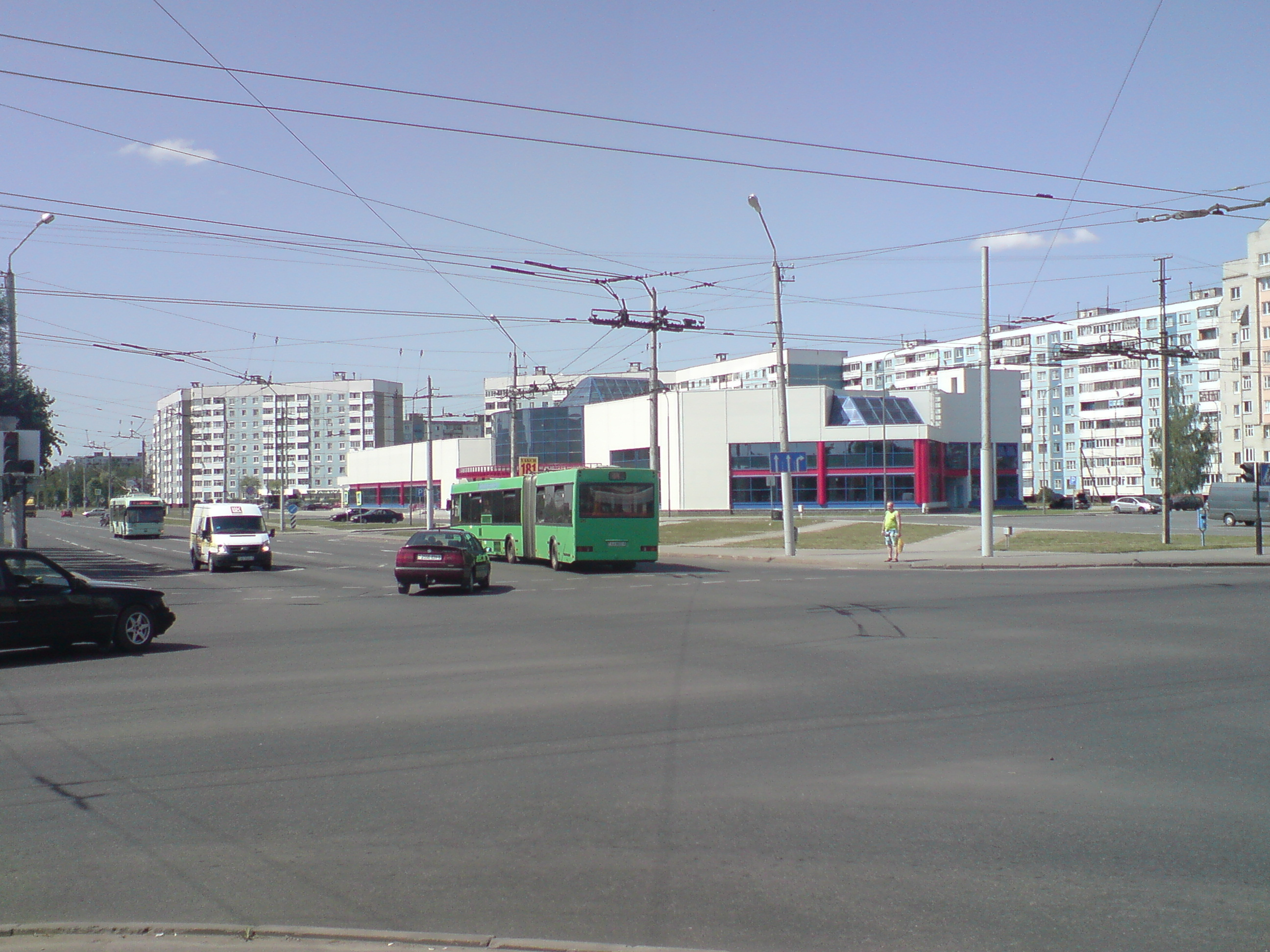
ТЦ Санта
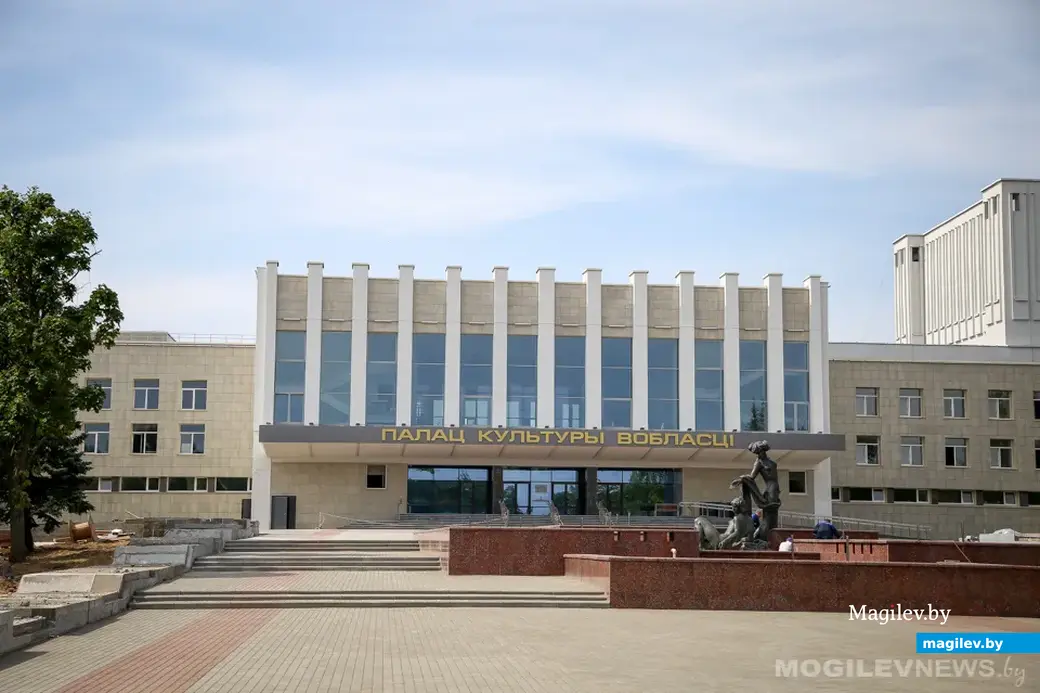
Дворец культуры области
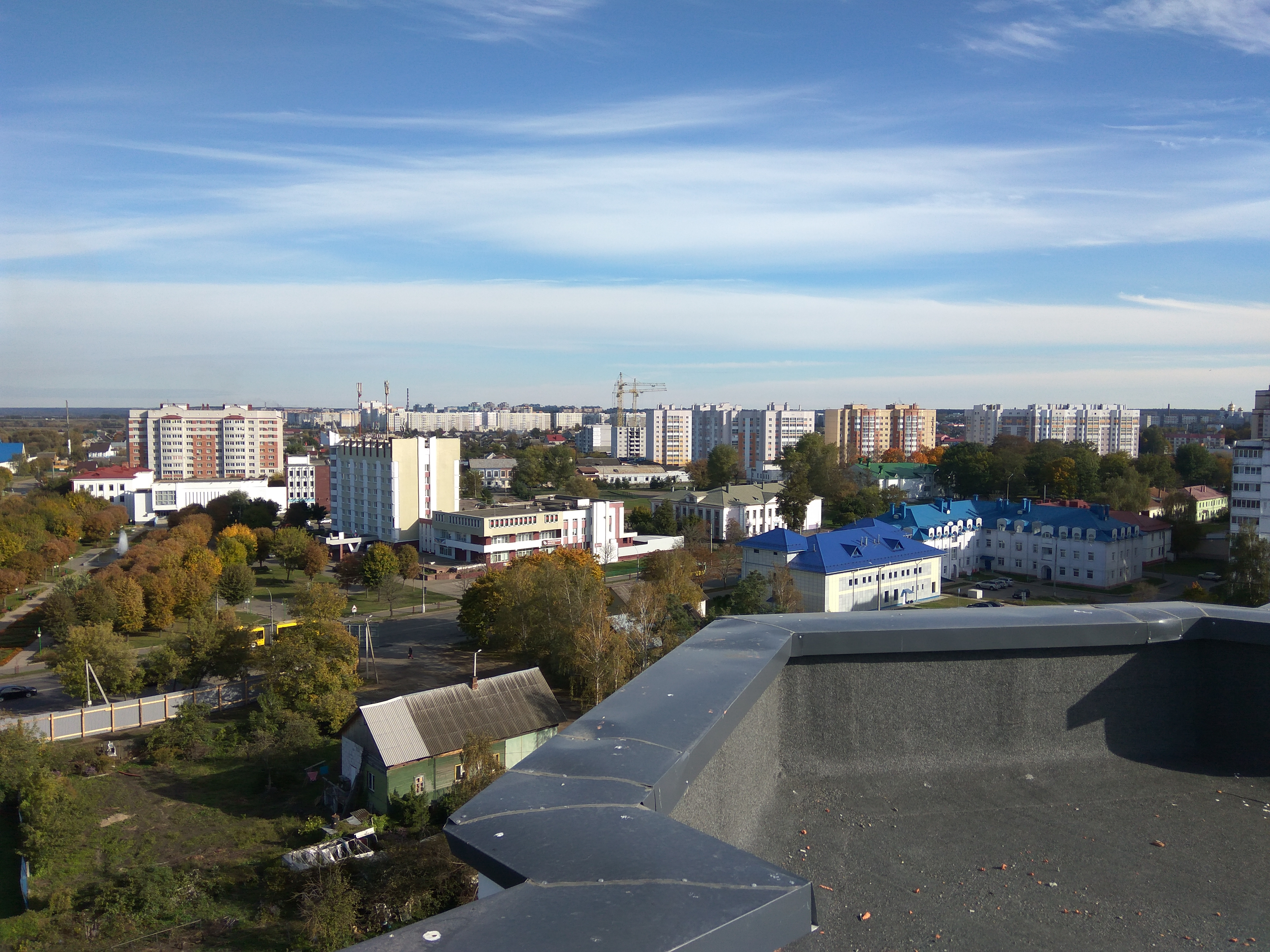
Вид с крыш
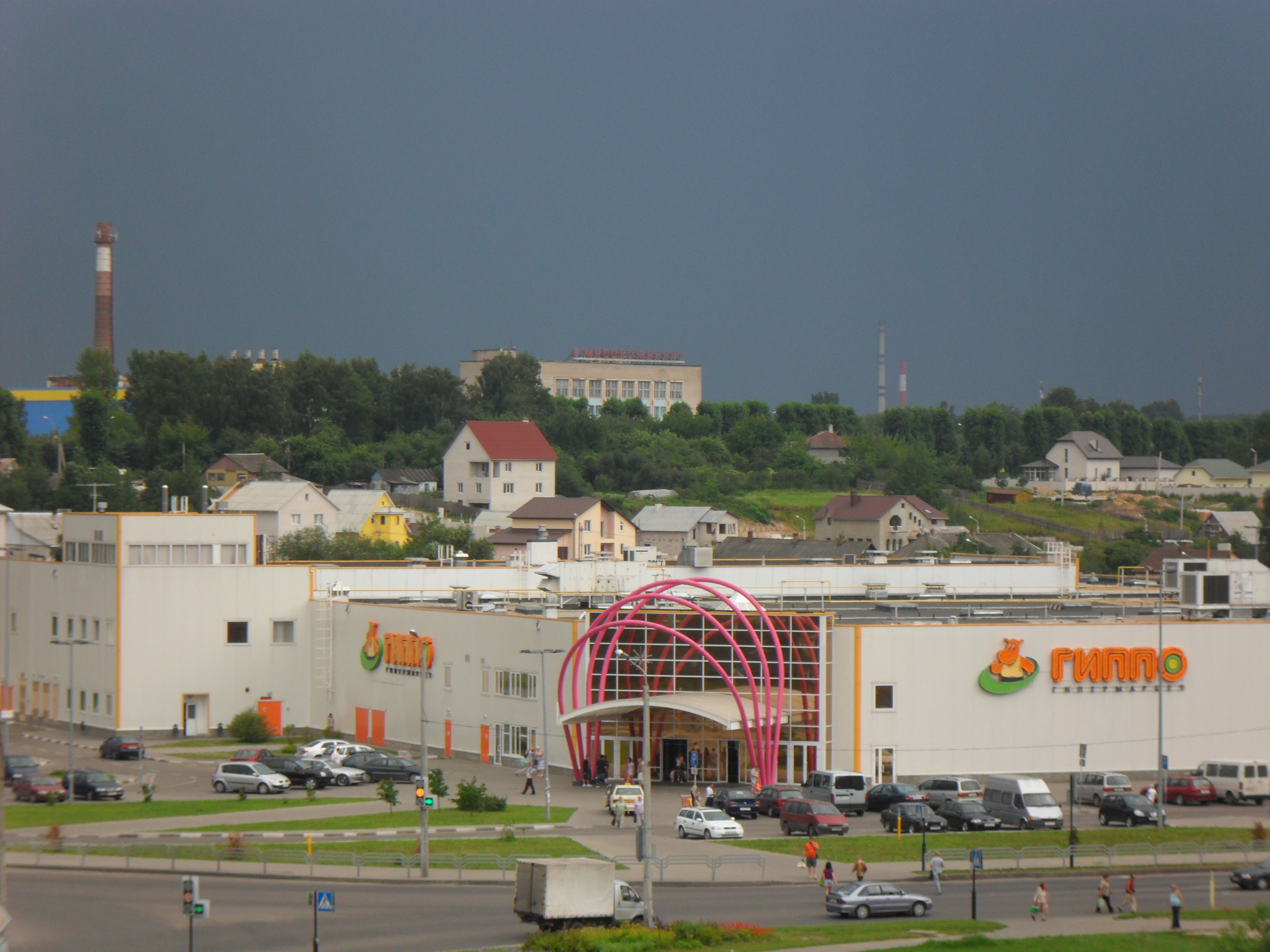
ТЦ Гиппо

Виды Ленинского района
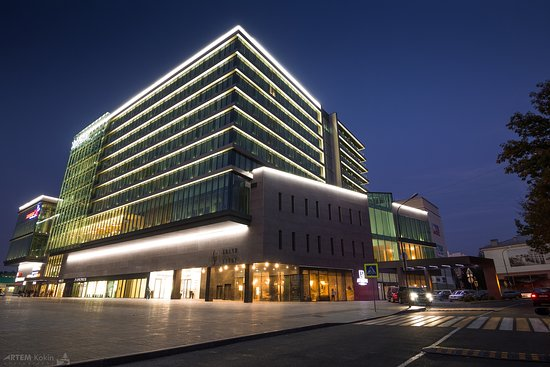
ТЦ Атриум
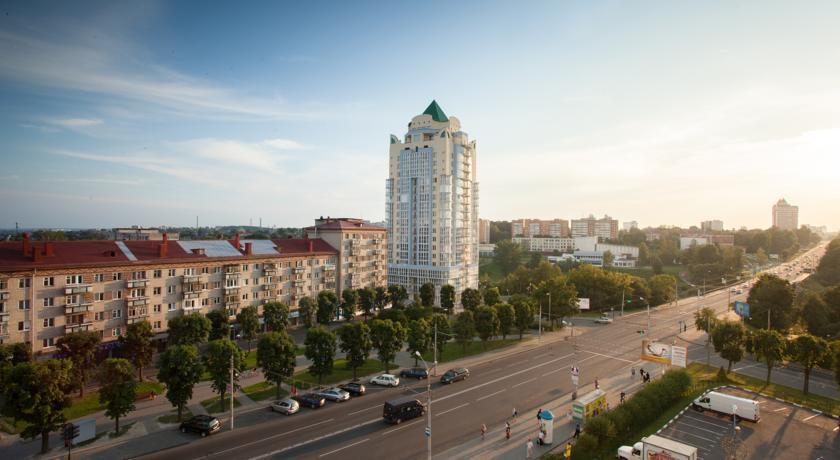
Проспект Мира
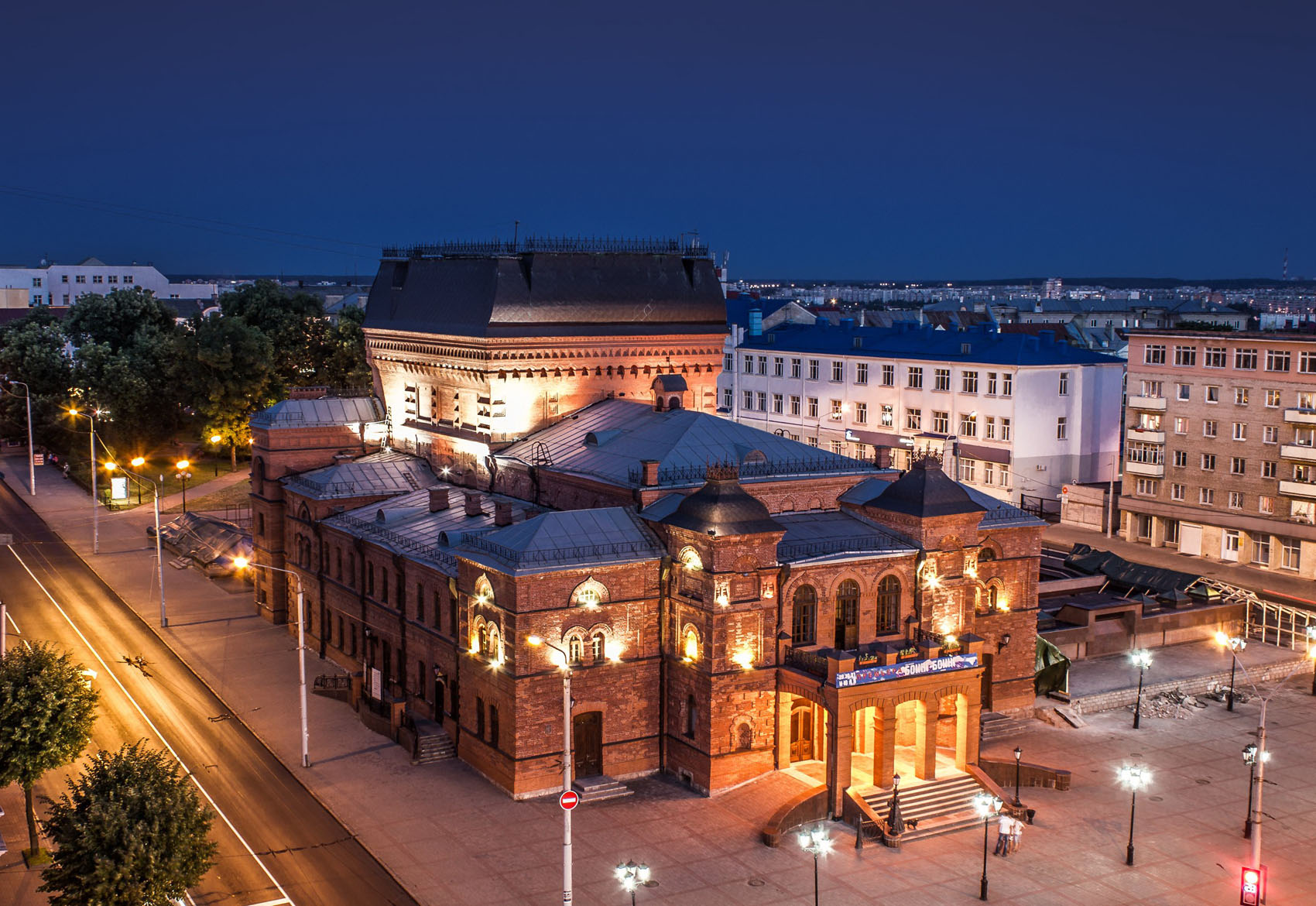
Драмтеатр
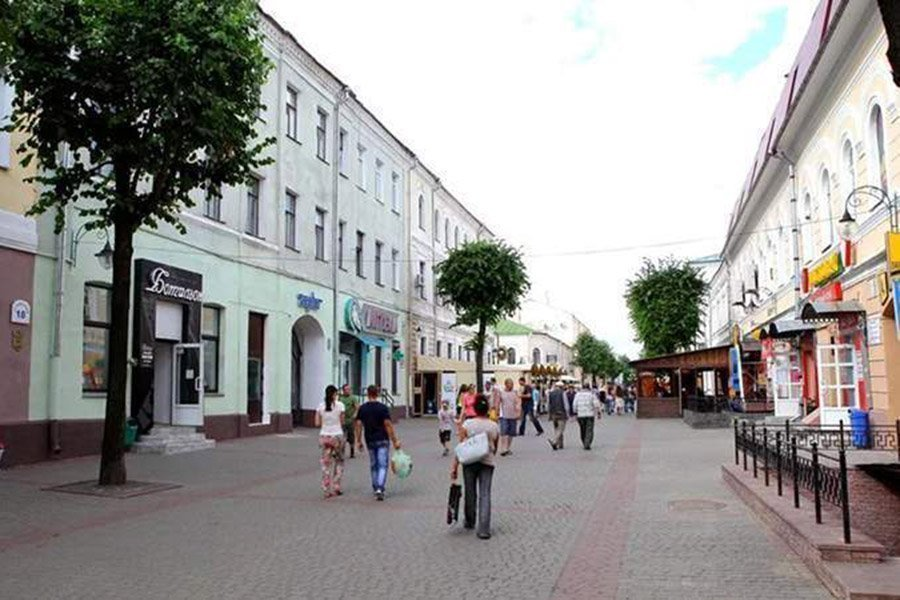
Пешеходная улица (Ленинская)

Кроме Ленинского района был также Центральный район, центр города площадь Ленина и театр кукол входил в него с 1962 года, однако, с 2005 года Центральный район был упразднен и вошёл в Ленинский район города Могилёва.

## Экономика
Могилёв является экономическим центром Могилёвской области.
Среднемесячная номинальная начисленная заработная плата (до вычета подоходного налога и второй части страховых отчислений) в 2017 году в Могилёве составила 768,6 рублей (около $ 375). Зарплата в Могилёве самая высокая в Могилёвской области, но ниже средней по стране (883 рубля). Город занимает 18-е место по уровню заработной платы среди 129 районов и городов областного подчинения Беларуси. Из областных центров Могилёв опережает только Витебск (745 рублей).

### Свободная экономическая зона «Могилёв»
Свободная экономическая зона «Могилёв» создана Указом Президента Республики Беларусь "О создании свободной экономической зоны «Могилёв» от 31 января 2002 года № 66. Общая площадь СЭЗ «Могилёв» составляет 3339,4 га, и она разделена на 18 участков. На территории Могилёва и Могилёвского района расположены 10 участков СЭЗ «Могилёв»:
- Участок № 1 (Северный промышленный узел) — 373 га
- Участок № 2 (Восточная промышленная зона) — 182,6 га
- Участок № 3 (район Кирова) — 65,69 га
- Участок № 4 (район ОАО «Могилёвхимволокно») — 925,23 га
- Участок № 5 (район п. Буйничи) — 78,5 га
- Участок № 6 (район Славгородского шоссе) — 187,95 га
- Участок № 7 (район Гребенёво) — 237,03 га
- Участок № 8 (район Гомельского шоссе) — 58 га
- Участок № 10 (район ул. Челюскинцев) — 102,74 га
- Участок № 15 (район деревни Никитиничи Могилёвского района) — 206,75 га

По состоянию на январь 2019 года в СЭЗ «Могилёв» зарегистрировано 43 резидента. Большинство — предприятия из Беларуси, но также зарегистрированы предприятия из Эстонии, Китая, России, Кипра, Германии, Израиля, Литвы, Турции, Нидерландов и Австрии.

### Промышленность
В отраслевой структуре промышленного комплекса Могилёва доминирующими отраслями являются химическая и нефтехимическая (29,1 %), машиностроение и металлообработка (35,2 %), пищевая (18,8 %), лёгкая (11 %), которые определяют практически весь внешнеторговый оборот города.

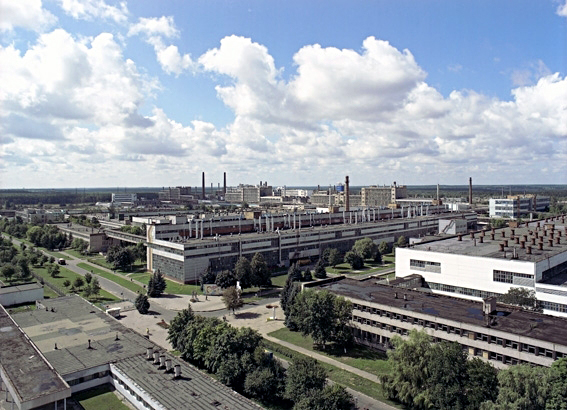
Панорама ОАО «Могилёвхимволокно».

#### Химическая промышленность
ОАО «Могилёвхимволокно» открыл своё производство 5 ноября 1968 года, выпустив свою первую продукцию — первый диметилтерефталат. Сейчас ОАО «Могилёвхимволокно» крупнейший в Европе комплекс по изготовлению полиэтилентерефталата, полиэфирных волокон и технических нитей.

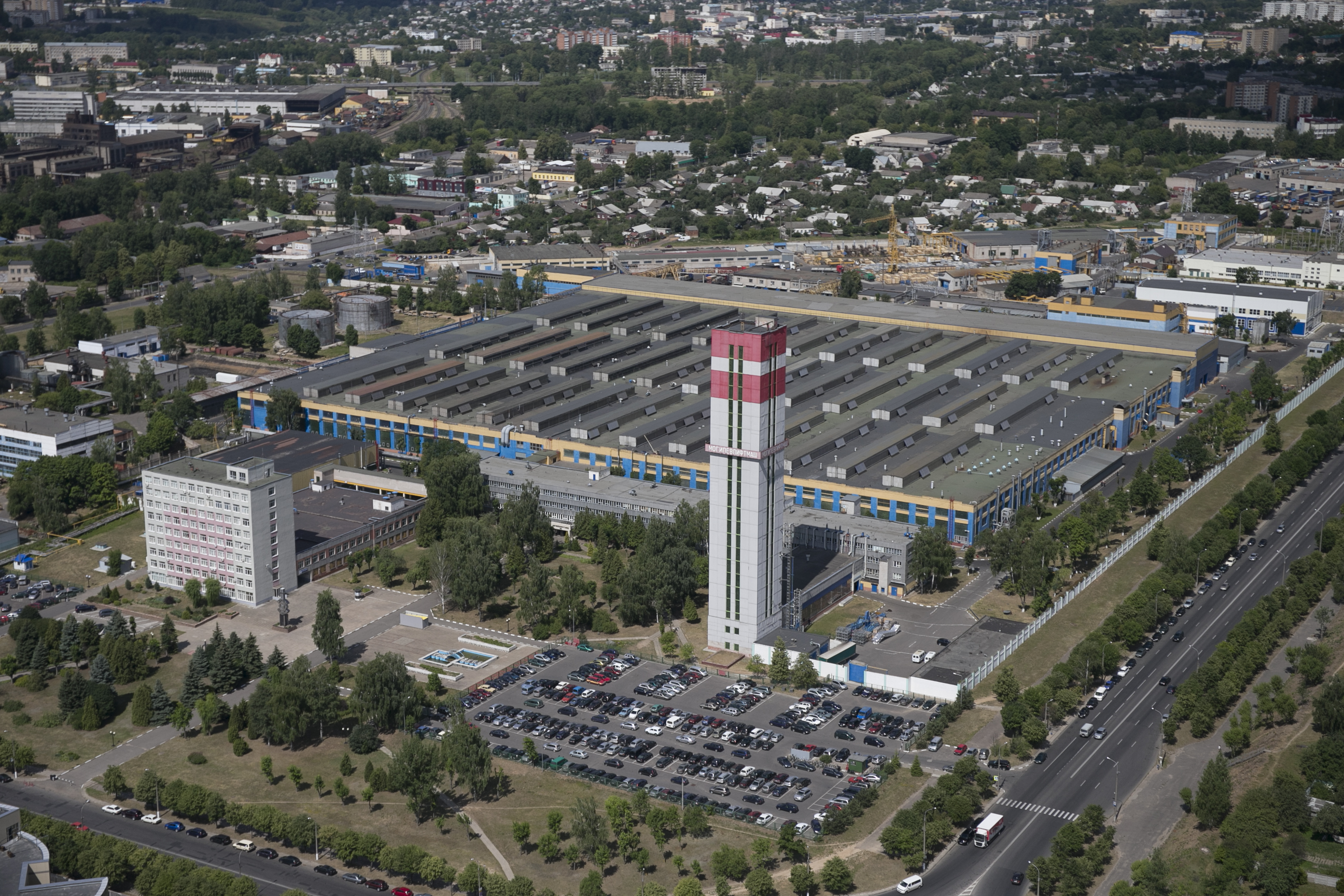
Панорама ОАО «Могилёвлифтмаш»

#### Машиностроение и металлообработка
ОАО «Могилёвлифтмаш» — производитель лифтов. Основано в 1966 году (постановлением Совета Министров СССР № 835 «О мероприятиях по увеличению производства лифтов и повышению их качества»). С 2014 года ОАО «Могилёвлифтмаш» стало управляющей компанией холдинга «Могилёвлифтмаш». В состав холдинга входят следующие предприятия: ОАО «Могилёвлифтмаш», ОАО "Могилёвский завод «Электродвигатель», ОАО «Зенит», ОАО "Завод «Ветразь». Сейчас продукция ОАО «Могилёвлифтмаш» включает в себя пассажирские, больничные и грузовые лифты (130 моделей) грузоподъёмностью от 100 до 6300 кг, различные нестандартные лифты. Также выпускаются платформы различного типа для физически ослабленных лиц, эскалаторы и траволаторы, строительные подъёмники, мульчировщики и потребительские товары.
МОАО «Красный металлист» является крупнейшим производителем в Беларуси товаров из нержавеющей стали. Предприятие специализируется на выпуске ножниц, столовых приборов, кухонных принадлежностей, укупорочных изделиях, ножей, изготовление деталей под заказ, сувенирные изделия. Также есть услуга лазерной гравировки.

#### Пищевая промышленность
В пищевой промышленности Могилёва действуют предприятия по производству кондитерских и хлебобулочных изделий, молочной и мясной продукции, мороженого.
ОАО "Булочно-кондитерская компания «Домочай» является самым крупным производителем широкого ассортимента кондитерских и хлебобулочных изделий, такими как пряники, печенье овсяное, сахарное, сладости мучные и сахарные, торты, пирожные, вафли и т. д. в Могилёвской области. В Могилёве расположены 3 производственных объединения. В районных центрах расположено 7 филиалов. Дополнительно филиалы производят вино плодово-ягодное, солод, повидло, напитки безалкогольные, заменитель цельного молока.
ОАО «Могилёвский мясокомбинат» — одно из самых крупных предприятий мясной промышленности в Беларуси, основанное в 1905 году как городская скотобойня. Линейка продукции представлена различными видами варёных колбас, сосисок и сарделек, продукции для детского питания, мясных деликатесов, пельменей и чебуреков и мясных полуфабрикатов. Также ОАО «Могилёвский Мясокомбинат» удостаивается различных наград на конкурсах республиканского и международного уровней.
ОАО «Бабушкина Крынка» один из крупнейших производителей молочной продукции и является управляющей компанией холдинга «Могилёвская молочная компания „Бабушкина крынка“». Компания была основана в 1979 году как переработчик молока и производитель основных видов молочной продукции. Ассортимент продукции включает более 250 наименований молочных и кисломолочных продуктов, творога и творожных изделий, сметаны, масла, йогуртов, мороженого, сыров и других молочных продуктов. Также ОАО «Бабушкина Крынка» является победителем в республиканских и международных конкурсах.
ОАО «Могилёвская фабрика мороженого», открывшаяся в 1957 году, является крупным и современным производством широкого ассортимента мороженого, замороженных глазированных сырков, майонеза и замороженных полуфабрикатов из теста. В 2013 году предприятие получило звание Лауреата Премии Правительства Республики Беларусь за достижения в области качества.

#### Строительство и производство строительных материалов
ЗАО «Могилёвский КСИ» произвёл свою первую продукцию, силикатный кирпич, 13 августа 1968 года. Процесс приватизации проходил в три этапа: с марта 1989 года работал в полном хозрасчёте; с февраля 1994 года преобразован в коллективное предприятие; с декабря 1999 года и к настоящему времени зарегистрирован как ЗАО «Могилёвский КСИ». На комбинате постоянно выполняются работы по модернизации оборудования и повышению качества продукции. Продукция предприятия представлена ячеистыми блоками, силикатными кирпичами, перемычками, пенополистиролом, дроблёными утеплителями, бетонными смесями и железобетонными изделиями.
ОАО «Могилёвский домостроительный комбинат», созданное в 1971 году, является крупнейшим в Могилёвской области предприятием по строительству многоэтажных быстровозводимых жилых домов. Продукция ОАО «Могилёвский домостроительный комбинат» включает многоэтажные жилые дома разных серий КПД, сборные железобетонные и бетонные конструкции, изделия собственного производства, стеновые блоки, товарный бетон, сухие смеси, строительные металлические изделия.

#### Лёгкая промышленность
ОАО «Моготекс» открыл производство в 1973 году — работа началась с введением в строй отделочной и ткацкой фабрик. Сейчас на ткацкой фабрике установлено: 937 ткацких станков, 83 основовязальные трикотажные машины, 12 секционных сновальных машин. Отделочное производство состоит из 130 единиц техоборудования, предназначенного для выпуска готовых тканей. Швейное производство, открытое в ноябре 1994 года, сейчас позволяет производить специальную, форменную, бытовую одежду, постельное и столовое бельё, изделия для интерьерного оформления. Ассортимент швейной продукции включает более 600 моделей и постоянно обновляется. На площадях отделочной фабрики работает оборудование для выпуска нетканых текстильных материалов на основе переработки текстильных отходов ткацкого, отделочного и швейного производств. На сегодняшний день ассортимент продукции ОАО «Моготекс» включает более 3000 видов и постоянно обновляется. Общая длина выпускаемой за год ткани достигает 56 млн м². Более 84 % производимой продукции идёт на экспорт. В 2013 году была присоединена полоцкая фабрика «Мона». В 2017 году в состав ОАО «Моготекс» вошло Кобринское ОАО "Швейная фирма «Лона». Также ОАО «Моготекс» удостаивается наград различного уровня. В апреле 2020 года на фоне пандемии COVID-19 предприятие в Могилёве, а также филиалы в Кобрине, Полоцке и Быхове временно перепрофилировалось на производство многоразовых масок для лица.

### Энергетика
В городе действуют три ТЭЦ, обеспечивающие город электрической и тепловой энергией, и несколько котельных. В 1931 году была введена в эксплуатацию ТЭЦ-1, в 1966 году началось строительство ТЭЦ-2 в районе завода «Могилёвхимволокно» на юге города, в 2013 году на базе районной котельной РК-3 завода «Могилёвтрансмаш» на севере города была образована ТЭЦ-3. В 1980-е годы в нескольких километрах севернее Могилёва планировалось разместить атомную станцию теплоснабжения (АСТ). В 1985 году были утверждены две возможные площадки для строительства Могилёвской АСТ, но после аварии на Чернобыльской АЭС от проекта отказались. По состоянию на 2022 год установленная тепловая мощность всех объектов «Могилёвских тепловых сетей» (ТЭЦ-1, ТЭЦ-3 и котельные) составляет 1454,9 Гкал/час (кроме того, ТЭЦ-3 после установки парогазовой установки может вырабатывать 18,5 МВт электроэнергии), установленная электрическая мощность ТЭЦ-2 (не входит в «Могилёвские тепловые сети») — 347,3 МВт, тепловая — 1263 Гкал/ч.

### Жильё
За 2000—2017 годы общая площадь жилищного фонда города выросла с 6896,7 тыс. м² до 8542,7 тыс. м² (прирост составил 24 %). Обеспеченность населения жильём за этот же период выросла с 19,3 м² на человека (на тот момент — 1-е место среди областных центров) до 22,4 м² (4-е место после Бреста, Гродно и Минска).

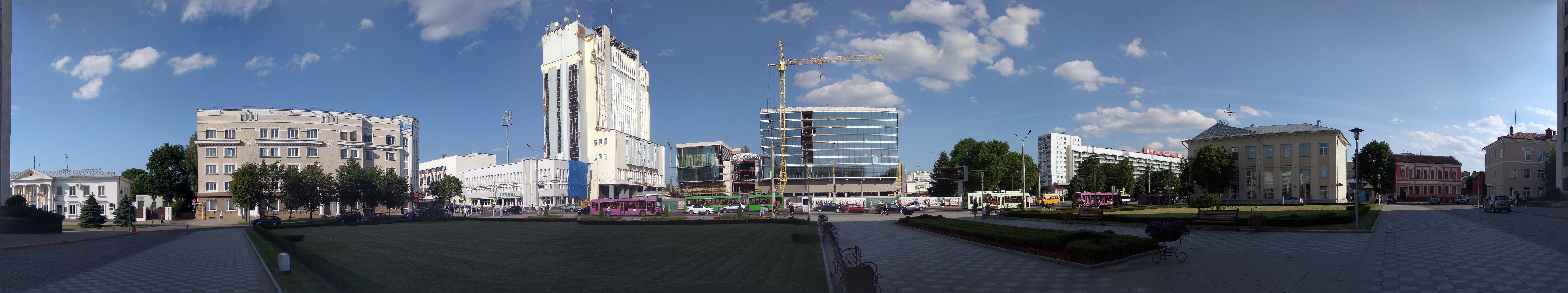
Панорама общественного центра Могилёва на Первомайской улице

## Транспорт
Могилёв связан с другими населёнными пунктами автомобильными дорогами М4 (Могилёв — Минск), М8E 95, P71 (Могилёв — Славгород), P76 (Могилёв — Шклов — Орша), P93 (Могилёв — Бобруйск), P96 (Могилёв — Рясна — Мстиславль), P122 (Могилёв — Чериков — Костюковичи), P123 (Могилёв — Дрибин — Горки).
В самом городе организовано автобусное, троллейбусное и электробусное движение, движение маршрутных такси. В городе имеются: Могилёвский филиал Автобусный парк № 1 и Могилёвский филиал Троллейбусный парк № 1. Ранее действовал РУДМАП Автобусный парк № 4 (организация междугородних перевозок). Также Участок № 22 Могилёвского филиала Автобусный парк № 1.

### Троллейбус
Троллейбусное движение в Могилёве было открыто 19 января 1970 года и сегодня насчитывает 9 маршрутов (на 2021 год). Эксплуатирующей организацией является "Могилёвский филиал Троллейбусный парк № 1 ОАО «Могилёвоблавтотранс», в состав которого входит один троллейбусный парк. Подвижной состав представлен машинами: БКМ-201 (с 2019 года отстранены от эксплуатации), БКМ-321, АКСМ-201 (с 2019 года отстранены от эксплуатации), АКСМ-321.

#### Электробус
С февраля 2018 года в Могилёве начали курсировать 2 электробуса модели CRRC TEG6125BEV03 по троллейбусному маршруту № 4.
С октября 2021 года по городу начал курсировать электробус МАЗ-303E10.

### Автобус
Автобусное движение в Могилёве было открыто в 1934 году и сегодня насчитывает 41 городской маршрут. Подвижной состав представлен машинами: Mercedes-Benz O405G (последний автобус списан и утилизирован в декабре 2020 года), МАЗ-103 (как в городском так и в пригородном исполнении) МАЗ-105, МАЗ-107, МАЗ-203, МАЗ-206, МАЗ-215, Неман-420234, МАЗ-251, МАЗ-241, ГАЗ-A64R42 Next, Atlant-M C19V* (Volkswagen Crafter), ГолАЗ-525110-10 «Вояж» (на базе шасси Scania K250IB4x2NB), МАЗ-256, Действует 33 линии маршрутных такси. Маршрутные такси представлены машинами: ГАЗель, Mercedes-Benz Sprinter, Volkswagen Crafter, Peugeot Boxer, Ford Transit, ГАЗ-Next и другие.

### Железнодорожный

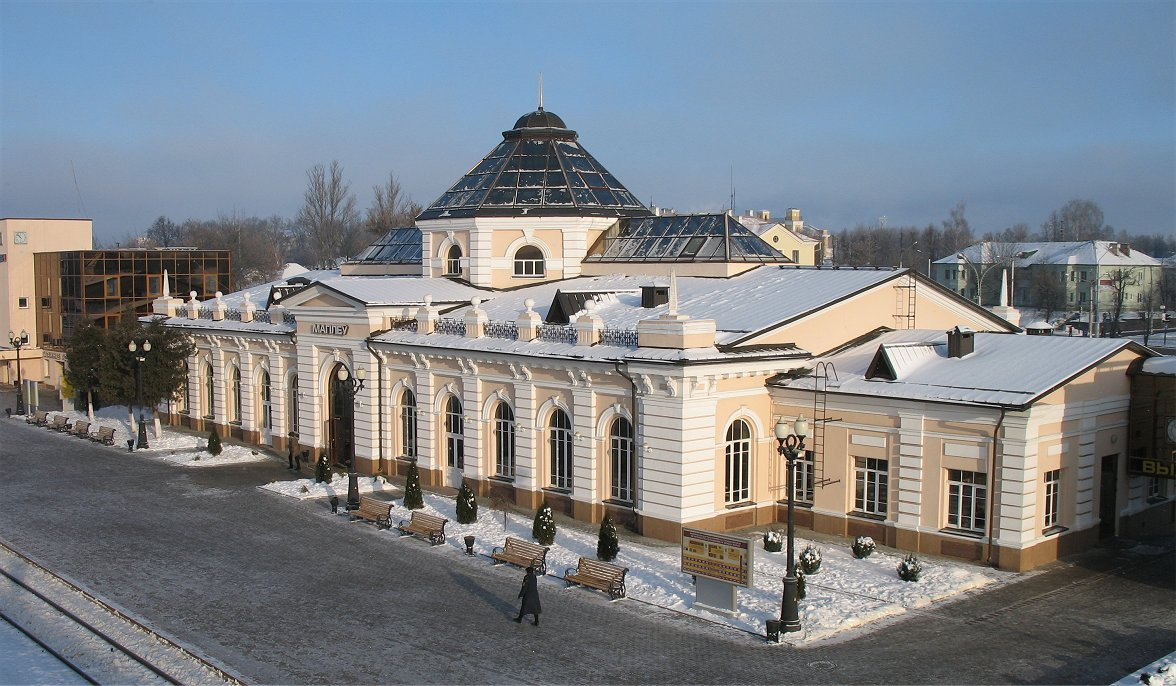
Железнодорожный вокзал Могилёв I

Железнодорожное сообщение открылось в Могилёве в 1902 году. Тогда было построено здание железнодорожного вокзала на Днепровском проспекте (ныне улица Первомайская).
За всё время здание железнодорожного вокзала практически не изменилось, но перенесло несколько ремонтов. Также в разное время были построены билетные кассы и багажное отделение. Железнодорожный вокзал зарегистрирован как станция Могилёв 1. Кроме этой станции в черте города расположены станции Могилёв 2, Луполово, Могилёв 3, остановочный пункт Городщина.

### Воздушный
За чертой города находится аэропорт Могилёв, из которого организованы чартерные рейсы на курорты Египта, Турции и Болгарии.

### Речной
В туристических целях организовано судоходство по Днепру по маршруту Могилёвский зоосад — Могилёв (пристань на Большой Чаусской улице) — Александрия.

## Образование

### История
Первые школы в Могилёве существовали при церквах и монастырях. В XIV—XV веках школы создавались в крупных имениях.
В 1590—1592 годах в городе при Спасском монастыре основана братская школа, сыгравшая важную роль в развитии просвещения и в борьбе против насильственного насаждения католицизма среди населения. В школе изучали славянский, греческий, латинский, польский, русский языки, диалектику, риторику, музыку. Школа давала также некоторые знания по арифметике, геометрии, астрономии, географии.
В 1740-х годах в Могилёве открыта пиарская школа, в которой кроме истории, религии и богословия изучали также польский и латинский языки, математику, физику и др.
В 1789 году, после присоединения восточной части Великого княжества Литовского к Российской империи, открыто главное народное училище, на основе которого в 1809 году учреждена мужская гимназия. В 1838 году при ней открыт пансион для учащихся—дворян. Создавались приходские уездное и частные училища и гимназии, пансионы и школы для детей состоятельных родителей. В 1865 году открыты женская гимназия, повивальная и акушерская, в 1875 году фельдшерская, в 1899 году женская воскресная школы, в 1885 году — реальное училище.
В начале XX века открылись ремесленное училище для мальчиков, коммерческое училище, курсы бухгалтеров, частная музыкальная школа. В 1912 году в городе были 5 гимназий, училища — реальное, коммерческое, женское, 5 подготовительных, 2 городских, 2 еврейских, а также мужское духовное и женское епархиальное училища, духовная семинария, прогимназия, школы — женская 2-классная, 5 церковно-приходских, 2 общеобразовательные.
В 1913 году открыт учительский институт.
В 1918 году создан городской отдел народного образования, который приступил к осуществлению широкой программы по народному образованию. Для введения всеобщего обучения была проведена перепись детей школьного возраста, создана единая советская школа с 2 ступенями: 1-я — для детей с 8 до 13 лет (5-летний курс обучения) и 2-я — для детей с 13 до 17 лет (4-летний курс обучения). Обучение стало бесплатным.
В 1920 году в городе было 49 школ 1-й ступени и 22 — 2-й, 43 детских дошкольных учреждения. В 1918 на базе учительского института основан педагогический институт (с 1937 при нём существовал учительский институт), в 1919 году — политехникум имени Коммунаров, в 1928 году — культурно-просветительное училище, в 1930 году — архитектурно-строительный техникум имени Н. К. Крупской, в 1933 году — педагогическое училище, в 1937 году — музыкальное училище. В 1932—1936 годах действовал Могилёвский политико-просветительный институт. В предвоенные годы в городе было 22 школы, в которых обучалось 15 тыс. детей, 2 института, 6 средних специальных учебных заведений.
Во время Великой Отечественной войны народному образованию города нанесён огромный ущерб. Но уже к концу 1945 года в Могилёве восстановлено 12 общеобразовательных школ, за парты сели 7,2 тыс. детей.
В первые послевоенные годы работали педагогический и учительский институты, 3 строительные школы, 2 ремесленных училища, 2 училища механизации сельского хозяйства. В 1945 году вновь открыт строительный техникум, в 1947 году — политехнический техникум.
К 1953 году осуществлён переход ко всеобщему среднему образованию.

### Современность
Учебные заведения, работающие в Могилёве по состоянию на 2012 год.

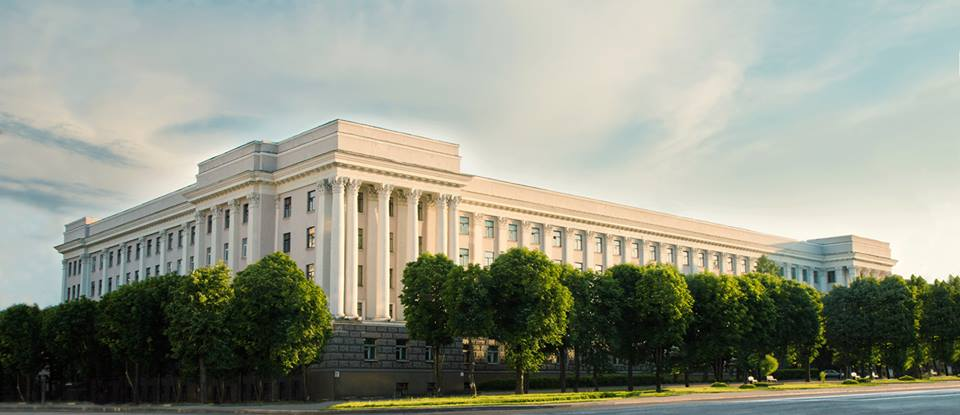
Главный корпус Белорусско-Российского университета

#### Вузы
- Белорусско-Российский университет;
  - Институт повышения квалификации и переподготовки кадров Белорусско-Российского университета;

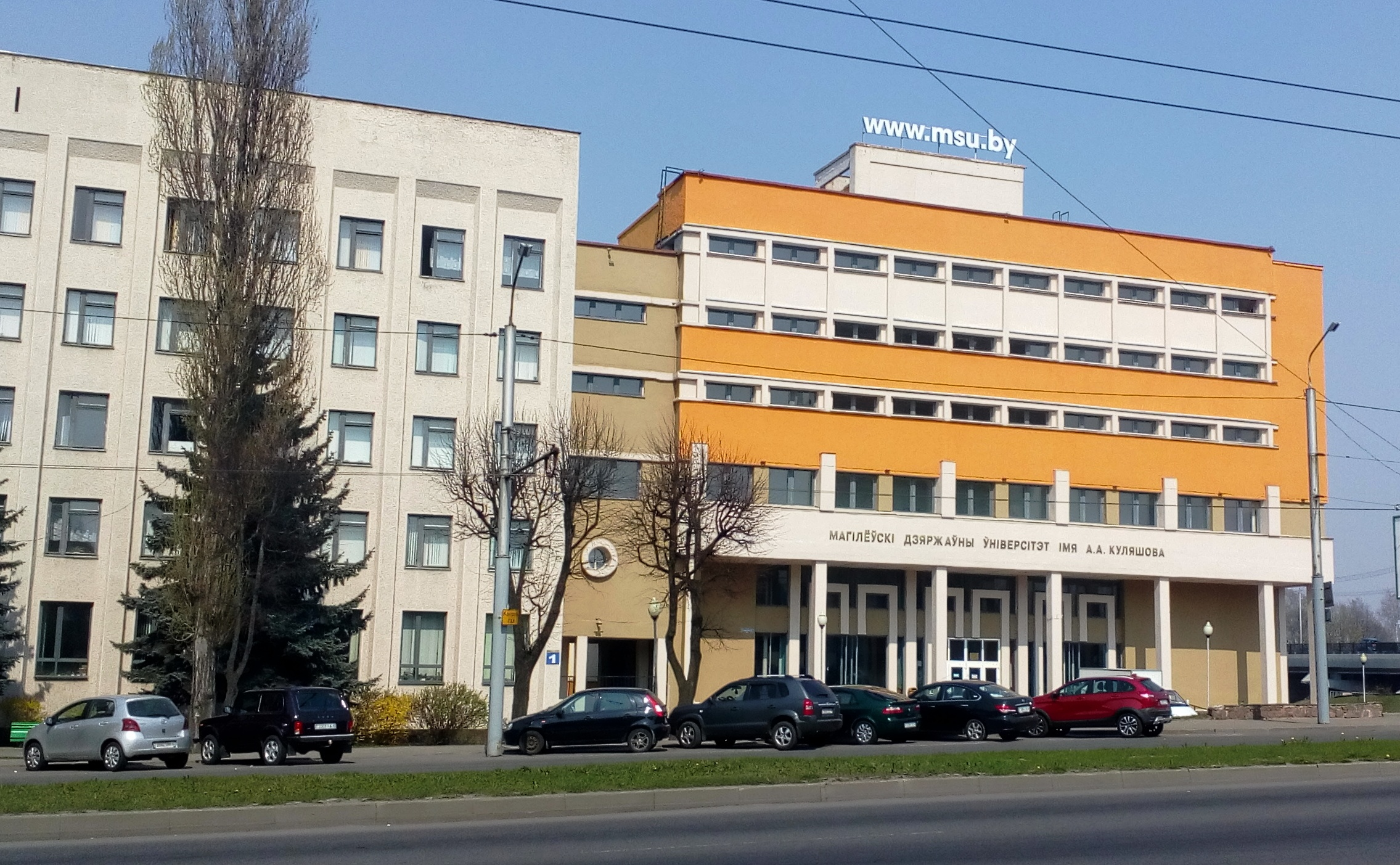
Могилёвский государственный университет имени А. А. Кулешова

- Могилёвский государственный университет имени А. А. КулешоваМогилёвский государственный университет имени А. А. Кулешова;
  - Институт повышения квалификации и переподготовки кадров при Могилёвском государственном университете имени А. А. Кулешова;
- Белорусский государственный университет химических и пищевых технологий
  - Институт повышения квалификации и переподготовки кадров Белорусского государственного университета химических и пищевых технологий;
- Белорусский институт правоведения;
- Могилёвский институт Министерства внутренних дел Республики Беларусь;
- Могилёвский государственный областной институт развития образования.

#### ССУЗы
- Могилёвский государственный экономический профессионально-технический колледж;
- Архитектурно-строительный колледж;
- Могилёвский профессиональный электротехнический колледж;
- Политехнический колледж;
- Технологический колледж;
- Могилёвский государственный медицинский колледж;
- Библиотечный колледж имени А. С. Пушкина;
- Торговый колледж
- Социально-гуманитарный колледж;
- Могилёвская государственная гимназия-колледж искусств;
- Колледж искусств;
- Музыкальный колледж имени Н. А. Римского-Корсакова;
- Училище олимпийского резерва.

#### Общее среднее образование
В городе есть 46 общеобразовательных школ, 4 гимназии, 4 лицея, 1 вспомогательная школа:
- Могилёвская городская гимназия № 1;
- Могилёвская городская гимназия № 2;
- Могилёвская городская гимназия № 3;
- Могилёвская городская гимназия № 4;
- Могилёвский государственный областной лицей № 1;
- Могилёвский государственный областной лицей № 2;
- Могилёвский государственный областной лицей № 3;
- Лицей Белорусско-Российского университета.

## Здравоохранение

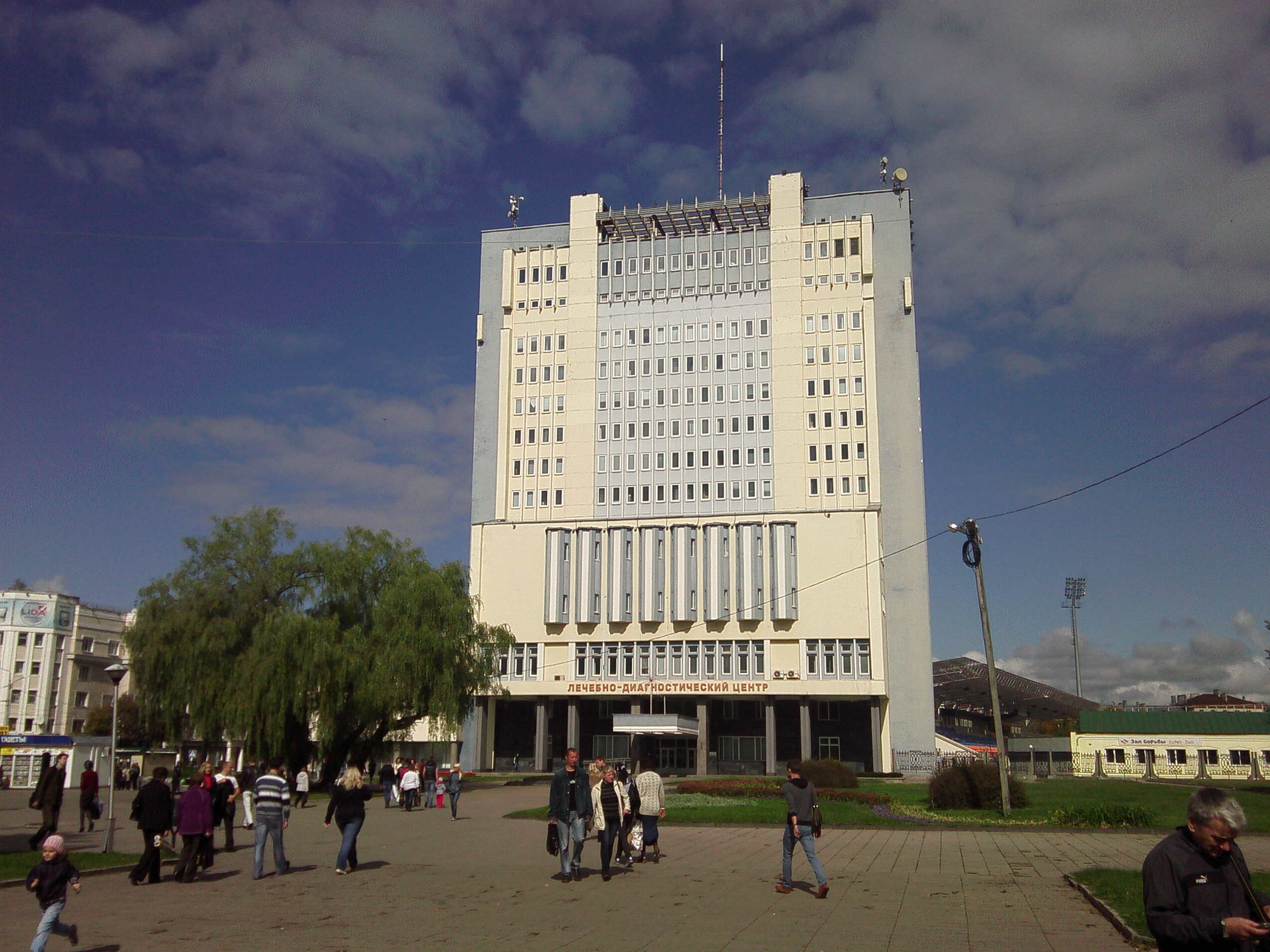
Могилёвский областной лечебно-диагностический центр

В Могилёве расположен ряд специализированных учреждений здравоохранения. Больницы: УЗ «Могилёвская городская больница скорой медицинской помощи», УЗ «Могилёвская больница № 1», УЗ «Могилёвская инфекционная больница», УЗ «Могилёвская больница сестринского ухода», УЗ «Могилёвская областная больница», УЗ «Могилёвская областная психиатрическая больница». Также в Могилёве присутствуют УЗ «Специализированный Дом ребёнка для детей с органическим поражением ЦНС и с нарушением психики», УЗ «Могилёвский областной госпиталь ветеранов Великой Отечественной войны», УЗ «Могилёвский областной лечебно-диагностический центр», УЗ «Могилёвский областной противотуберкулёзный диспансер», УЗ «Могилёвская областная станция переливания крови».
Сеть поликлиник включает в себя 12 городских поликлиник, 4 детские поликлиники и 3 стоматологические поликлиники.

## Спорт и спортивные сооружения
Спортивные сооружения в Могилёве

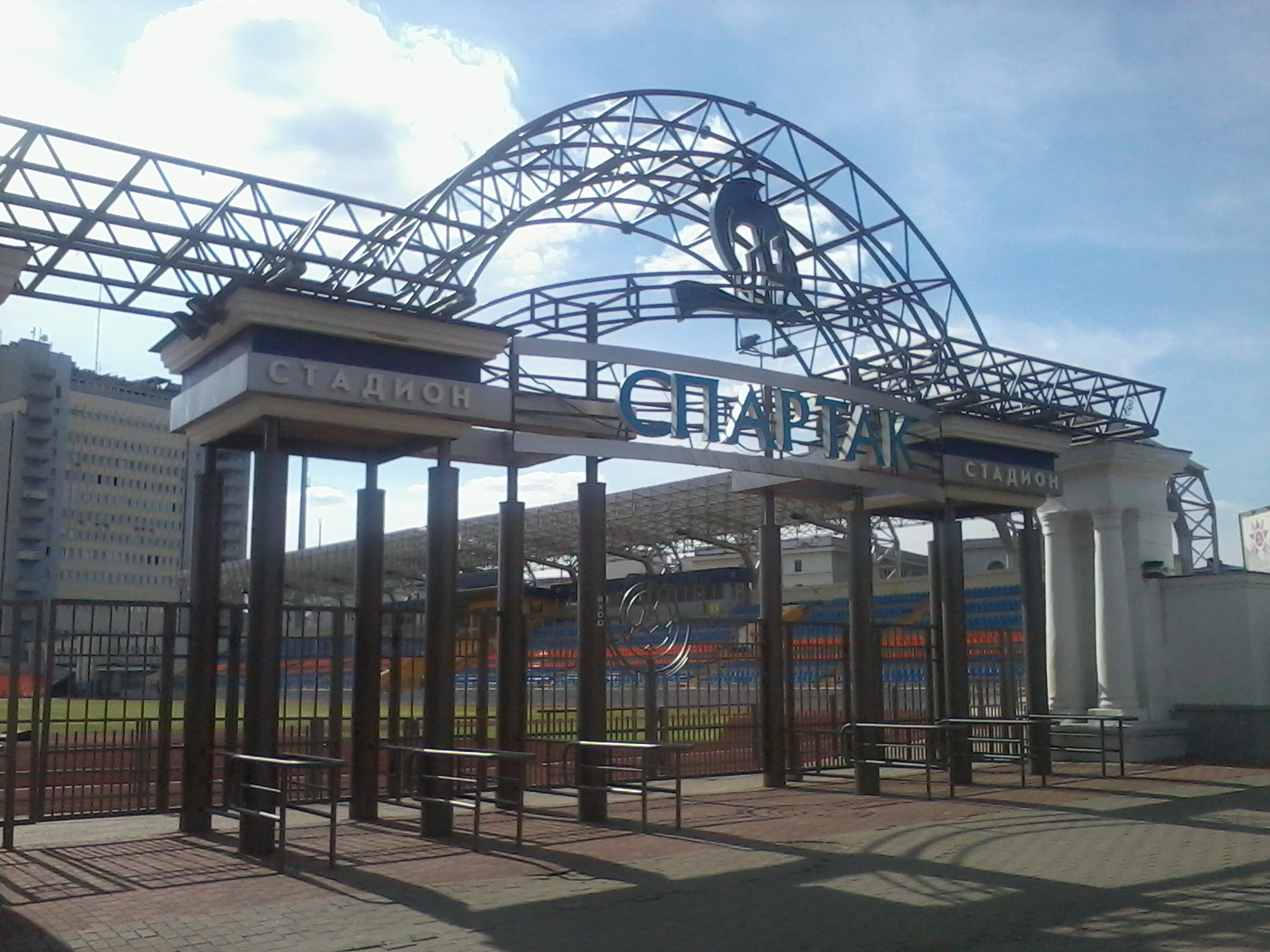
Стадион «Спартак»

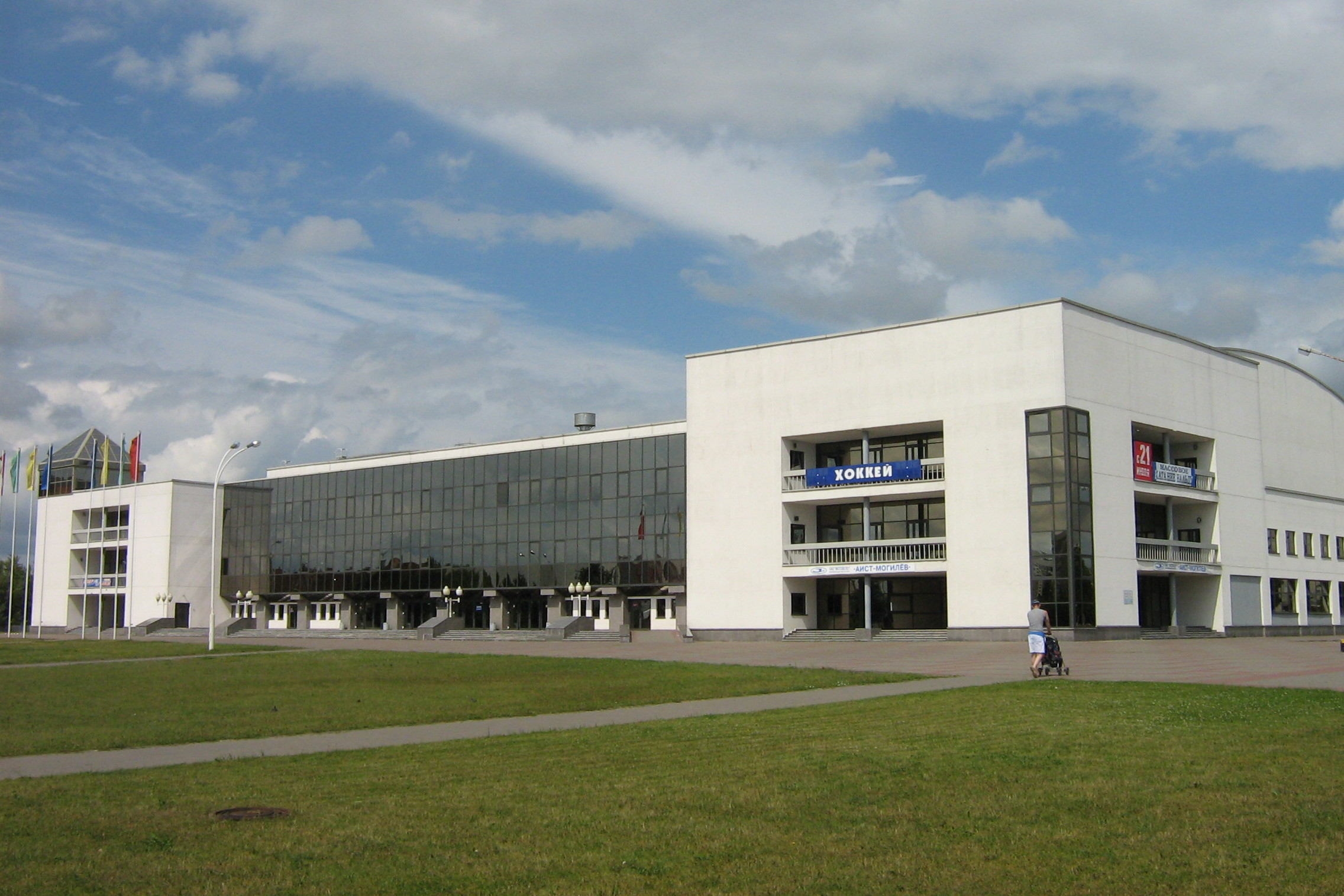
Ледовый дворец

- Спортивный комплекс «Олимпиец»
- Стадион «Спартак»
- Стадион «Торпедо»
- Ледовый дворец[64]

Спортивный комплекс «Олимпиец» открыт в мае 2006 года. Общая площадь комплекса составляет 18 994,3 м², из которых спортивные объекты (без учёта трибун, раздевалок и иных административных и подсобных помещений) занимают 8224,5 м². Спортивный комплекс «Олимпиец» является одним из крупнейших сооружений Беларуси. Это современный многофункциональный объект республиканского и международного стандарта, включающий в себя легкоатлетический манеж и зал игровых видов спорта с 2740 местами для зрителей. В состав комплекса входят: тренажёрный зал, фитнес зал, бильярдный зал, кафе, сауны, зал пресс-конференций. СК «Олимпиец» имеет необходимую инфраструктуру для проведения спортивно-массовых и культурно-развлекательных мероприятий различного уровня и масштаба.
Спортивные команды
- Футбол: «Торпедо», «Днепр», «Надежда-СДЮШОР № 7»
- Хоккей: «Могилёв»
- Волейбол: «Могилёвские львы», «Коммунальник»
- Гандбол: «Машека»
- Баскетбол: «Борисфен»
- Мини-футбол: «Форте»

## Культура

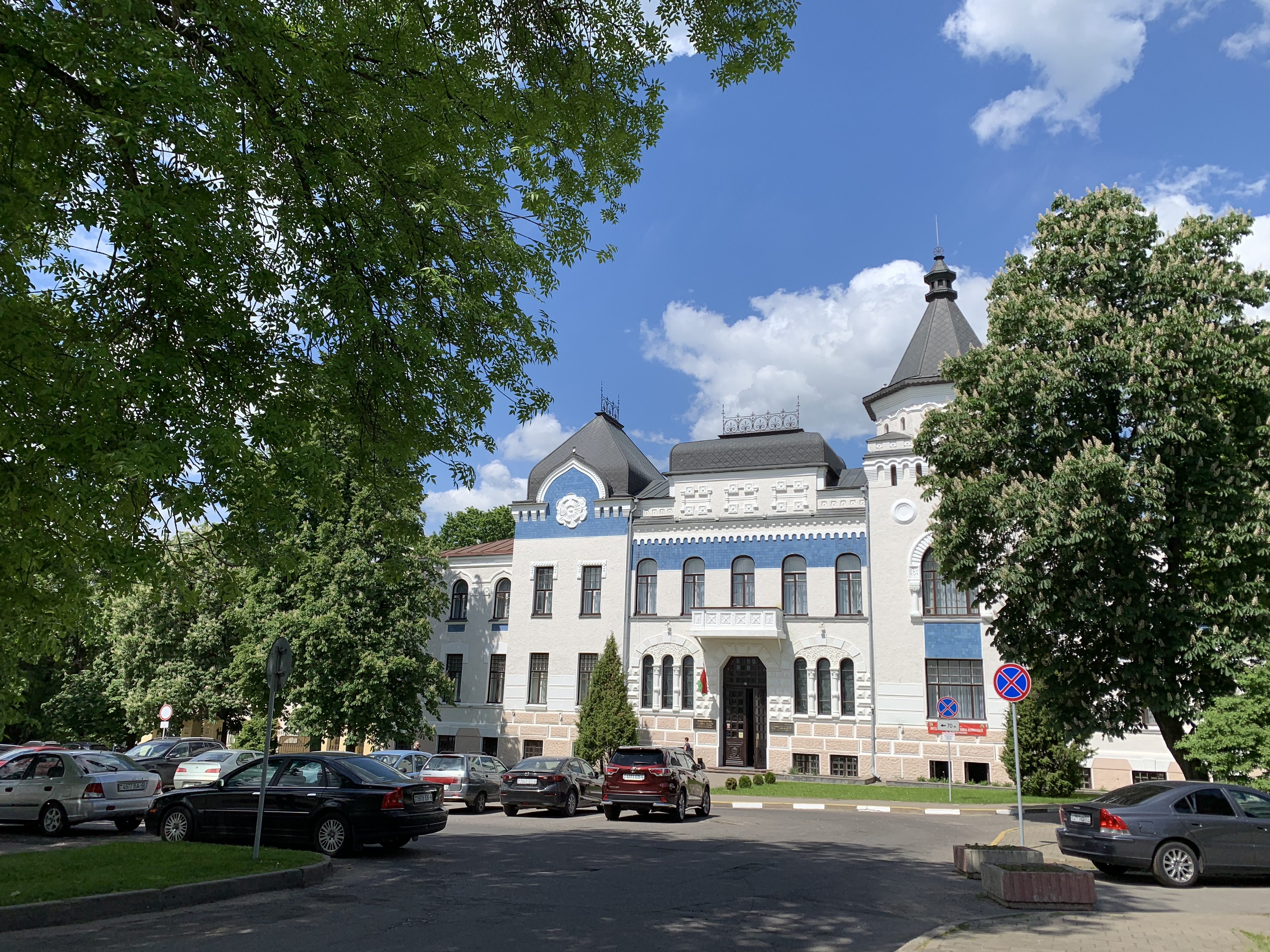
Здание Могилевского поземельно-крестьянского банка. Ныне — Могилёвский областной художественный музей имени П. В. Масленикова

### Музеи
- Музей истории города Могилёва[65]
  - Буйничское поле — филиал Музея истории города Могилёва
  - Городской Выставочный зал
- Могилёвский областной художественный музей имени П. В. Масленикова
  - Художественный музей имени В. К. Бялыницкого-Бирули в городе Белыничи — филиал Могилёвского областного художественного музея имени П. В. Масленикова
- Музей В. К. Бялыницкого-Бируля
- Могилёвский областной краеведческий музей имени Е. Р. Романова
  - Могилёвский областной драматический театрМузей этнографии
  - Музей открытого хранения фондов
  - Музей Славы Могилёвщины

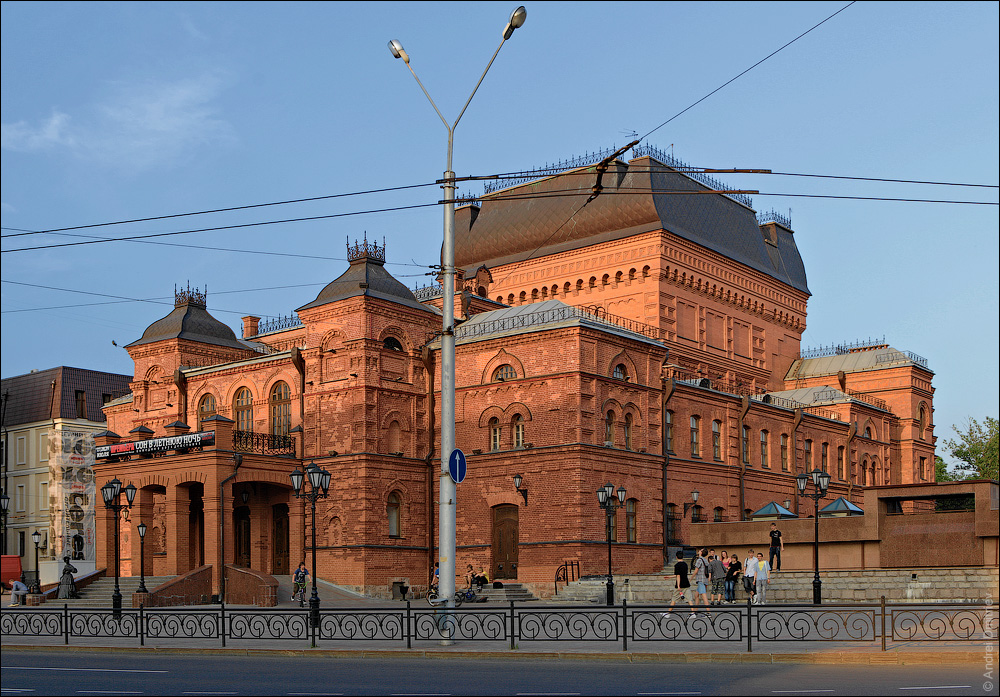
Могилёвский областной драматический театр

- Музей пожарной службы Могилёвской области
- Музейный комплекс в Могилёвском экономическом профессионально-техническом колледже
  - Музей истории развития учебного заведения
  - Историко-этнографический музей
  - Музейный историко-познавательный комплекс «Спадчына роднага краю»

### Театры
- Могилёвский областной драматический театр

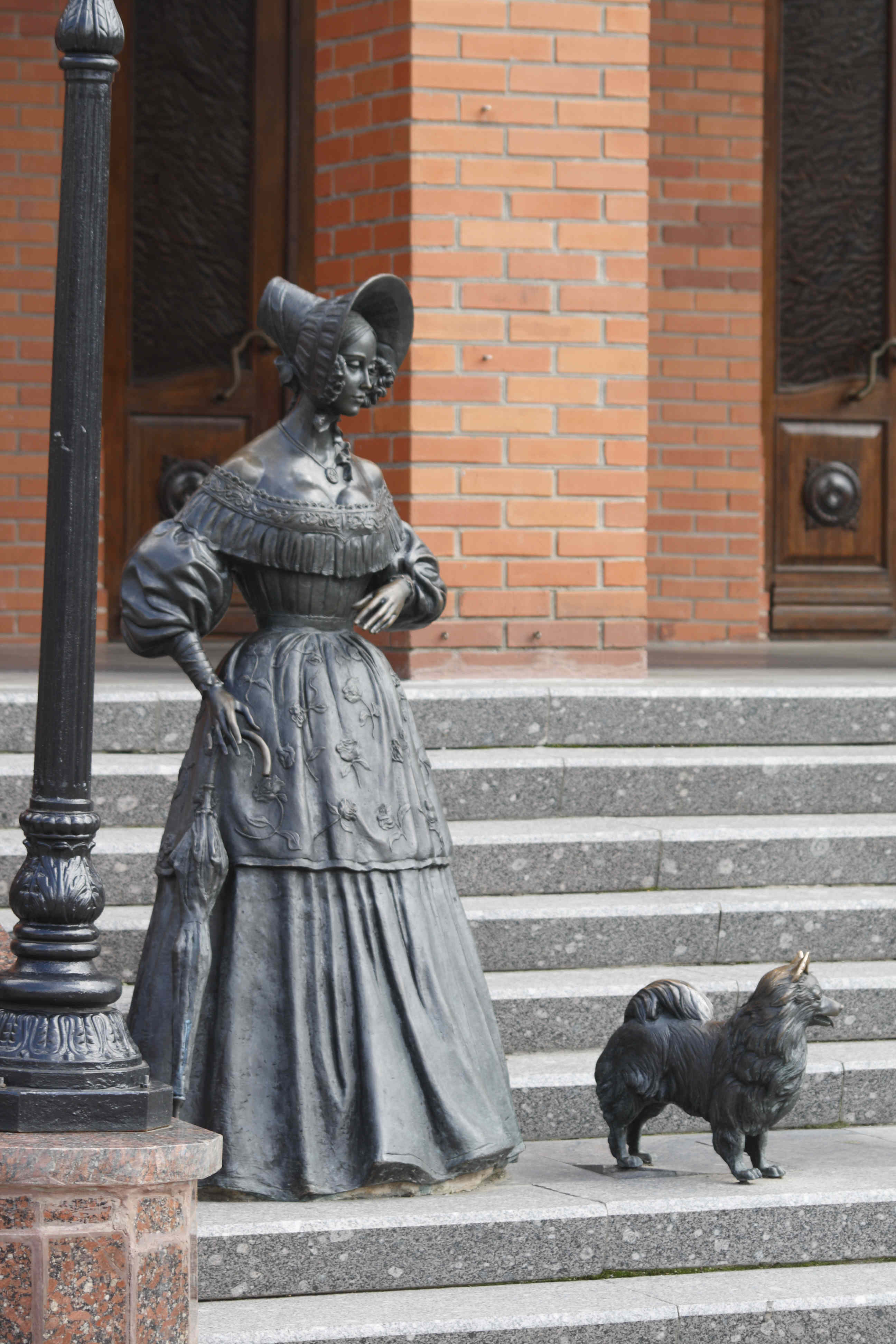
«Дама с собачкой» у входа в драмтеатр (скульптор — В. Жбанов)

- Могилёвский областной театр кукол

### Кинотеатры
Открытые
- «Чырвоная зорка» (с бел. — «Красная звезда»)
- «Радзіма» (с бел. — «Родина»)
- «Starlight»
- «Космос»

Закрытые
- «Октябрь» (закрыт в январе 2021 года)
- «Ветразь» (с бел. — «Парус», закрыт в январе 2023 года[66])

### Фестивали
- Анимаёвка — фестиваль анимационных фильмов
- Золотой шлягер — эстрадный фестиваль
- М.@rt.контакт — международный молодёжный театральный форум
- Пластилиновый аист — фестиваль поэзии
- Магутны Божа — международный фестиваль духовной музыки

## События и мероприятия

### События
- В 2009 году в связи с празднованием 65-й годовщины освобождения Республики Беларусь от немецко-фашистских захватчиков и в целях увековечения подвига воинов Красной Армии, партизан и подпольщиков Могилёв награждён вымпелом «За мужнасць і стойкасць у гады Вялікай Айчыннай вайны» (Указ Президента Республики Беларусь от 29 июня 2009 года № 355)[67].
- В 2013 году Могилёв объявлен Культурной столицей Республики Беларусь и СНГ[68].
- В 2018 году Могилёву присуждён статус «Молодёжная столица Беларуси-2018»[69].
- 8 сентября 2023 года — Республиканская акция «Символ Единства 2023»[70].

### Мероприятия
- В 2018 году прошёл областной фестиваль «Дажынкi».
- 30 мая 2019 года Могилёв принял эстафету огня II Европейских игр[71].
- В 2021 году прошёл областной фестиваль «Дажынкi».
- С 4 по 14 августа 2023 года в Беларуси прошли II Игры стран СНГ 2023[72]. Состязания прошли в 11 городах Беларуси по 20 видам спорта. Могилёв определён местом проведения Игр по стрельбе из лука и каратэ (Указ Президента Республики Беларусь от 13 мая 2023 года № 134)[73][74]. Место проведения — Спортивный комплекс «Олимпиец» (каратэ), стадион «Спартак» (стрельба из лука).

## Достопримечательности

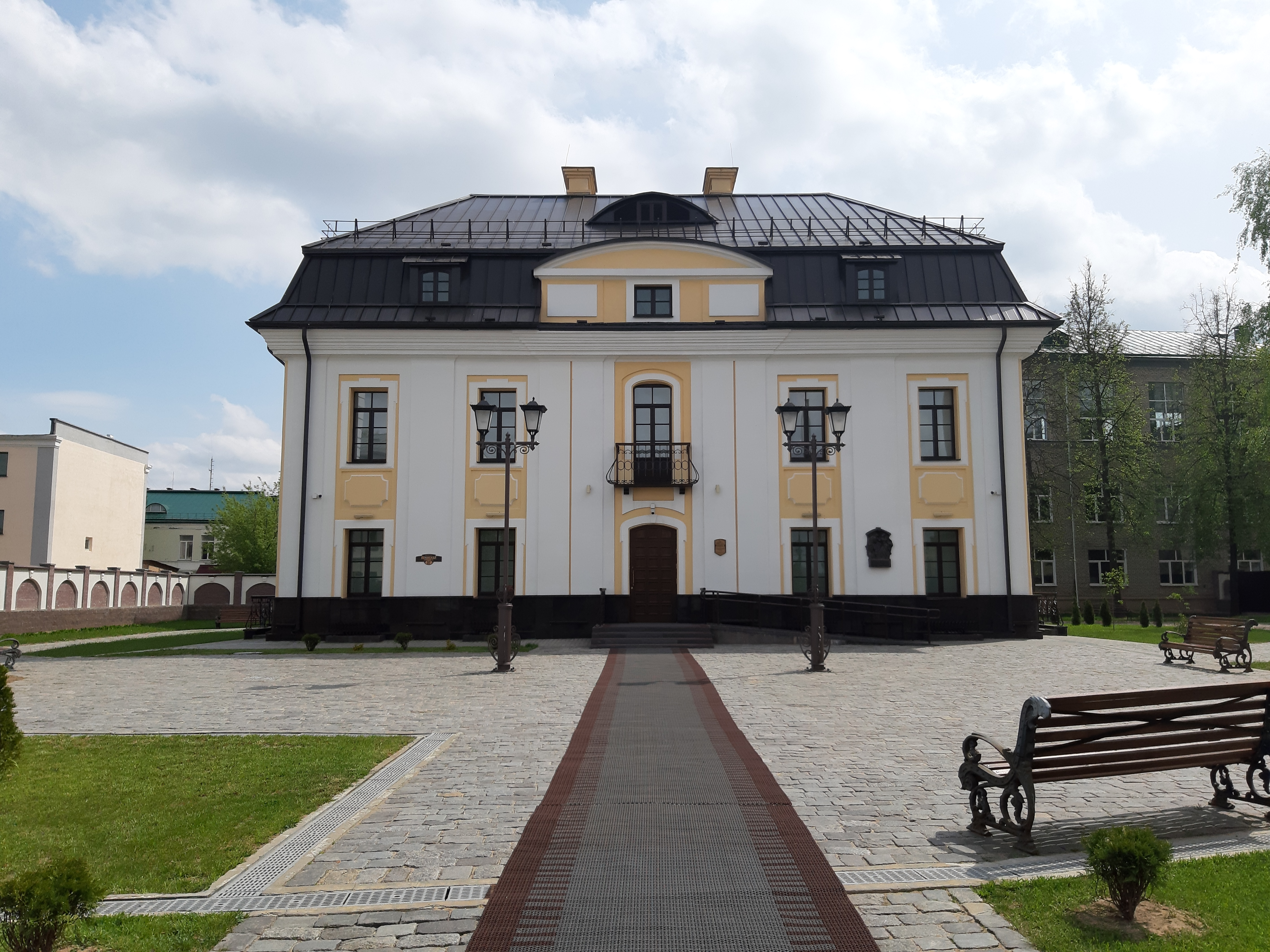
Дом купца Антошкевича на Ленинской улице (1698)

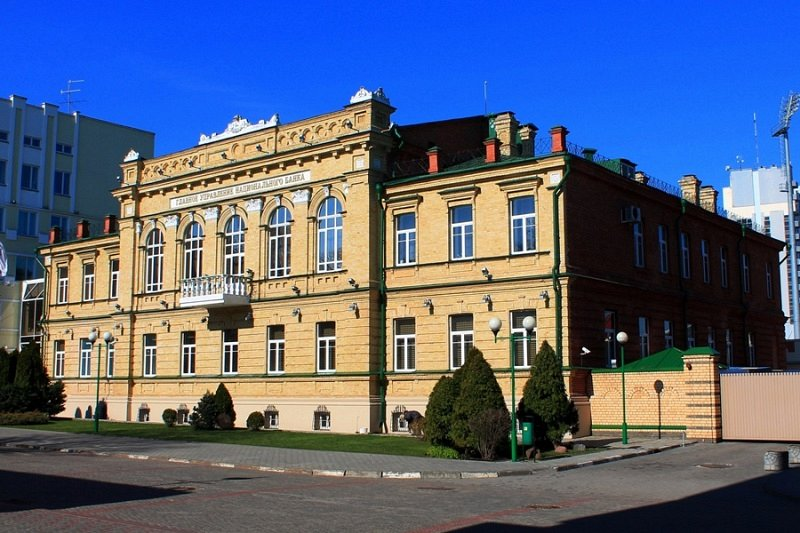
Здание отделения Московского международного торгового банка (начало XX века). Ныне — Главное управление Национального банка Республики Беларусь по Могилёвской области

В Могилёве сохранилось относительно немного достопримечательностей (большинство было взорвано в послевоенное время). Из культовых сооружений сохранились действующий православный Свято-Никольский женский монастырь, католический собор Успения и святого Станислава, кафедральный собор Трёх Святителей, Крестовоздвиженская церковь (XVII век), Свято-Крестовоздвиженский собор (1869), Архиерейский дворец. Исторический центр города — пешеходная улица Ленинская (бывшая Ветряная) с сохранившимися зданиями (XVIII—XIX века). Драматический театр, построенный в 1888 году, здание железнодорожного вокзала. В 2008 году было восстановлено здание городской ратуши.

### Площадь Славы

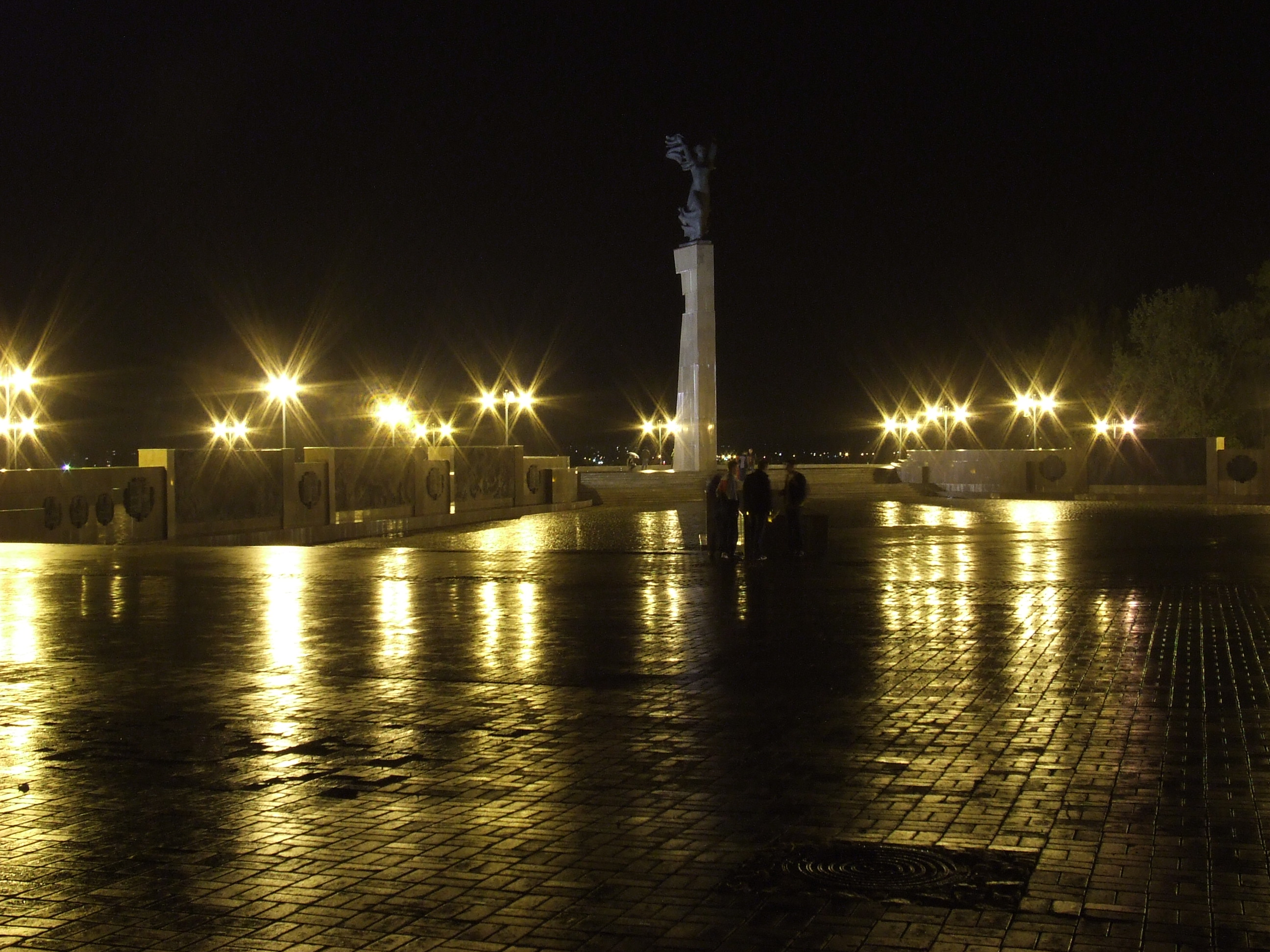
Площадь Славы

Памятник на площади Славы

Площадь Славы ранее носила название «Советская», а до этого называлась «Губернаторская» и «Торговая». Внизу, если смотреть с высокого берега, слева от моста через Днепр раньше была пристань. Могилёв был крупным речным портом. После присоединения в 1772 году Могилёва к Российской империи Торговая площадь получила название «Губернаторской». Новый её облик разрабатывали известные русские архитекторы Николай Львов и Василий Стасов.
С площади сносят лавки и другие постройки, а по её периметру воздвигаются 4 двухэтажных здания в стиле классицизма: губернаторский дом, здание губернского правления, дом вице-губернатора и здание, в котором находились земский суд, врачебная управа, архив, а позже — окружной суд (сейчас краеведческий музей). Из всего комплекса сохранилось только здание, в котором сейчас размещается краеведческий музей. В 1919 году площадь получила новое название: в честь II-го губернского съезда Советов (проходил в здании городской управы), объявившего 15 декабря 1917 года советскую власть в Могилёвской губернии. С этого дня она стала называться Советской.
Во время немецкой оккупации в 1941—1944 года Советская площадь — место казни патриотов-подпольщиков. Площадь дважды находилась в зоне ожесточённых боёв за город в 1941 и 1944 годах. Не миновали её и бомбардировка Могилёва советской авиацией в 1943 году. Кучи обломков остались на месте дома губернатора и губернского правления, только коробка напоминала о доме вице-губернатора (снесён в 1950-х годах), частично пострадала ратуша и другие постройки. В конце 1940-х годов руины снесли.
1 июля 2014 года Советская площадь переименована в площадь Славы.

### Городская ратуша

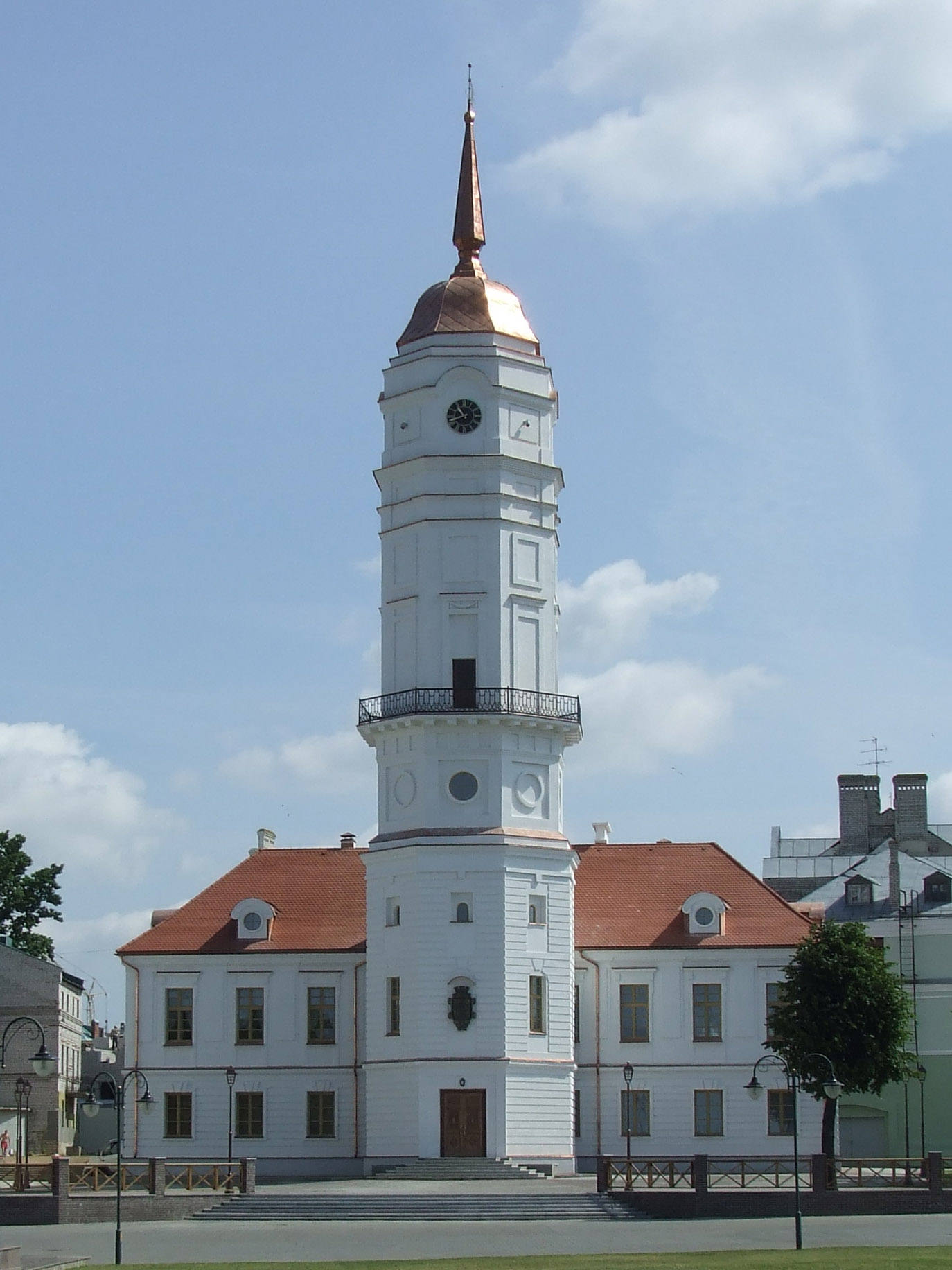
Городская ратуша

В 1578, через год после получения городом грамоты на Магдебургское право, в Могилёве началось возведение городской ратуши. Первоначально ратуша была деревянной, поэтому неоднократно сгорала дотла, и её местонахождение менялось. 4 сентября 1679 года горожане приступили к строительству каменной ратуши, основной корпус которой был возведён к 1681 году, а полностью строительство завершили в 1698 году. Здание покрыли черепицей, соорудили 2 крыльца (большое и малое), над которыми размещались позолоченные флюгера (ветреницы). Высота 8-гранной 5-ярусной башни со шпилем равнялась 46 м.

Во время Северной войны в сентябре 1708 года ратуша сгорела, но была быстро восстановлена, а в 1733 году в ней проведён большой ремонт.

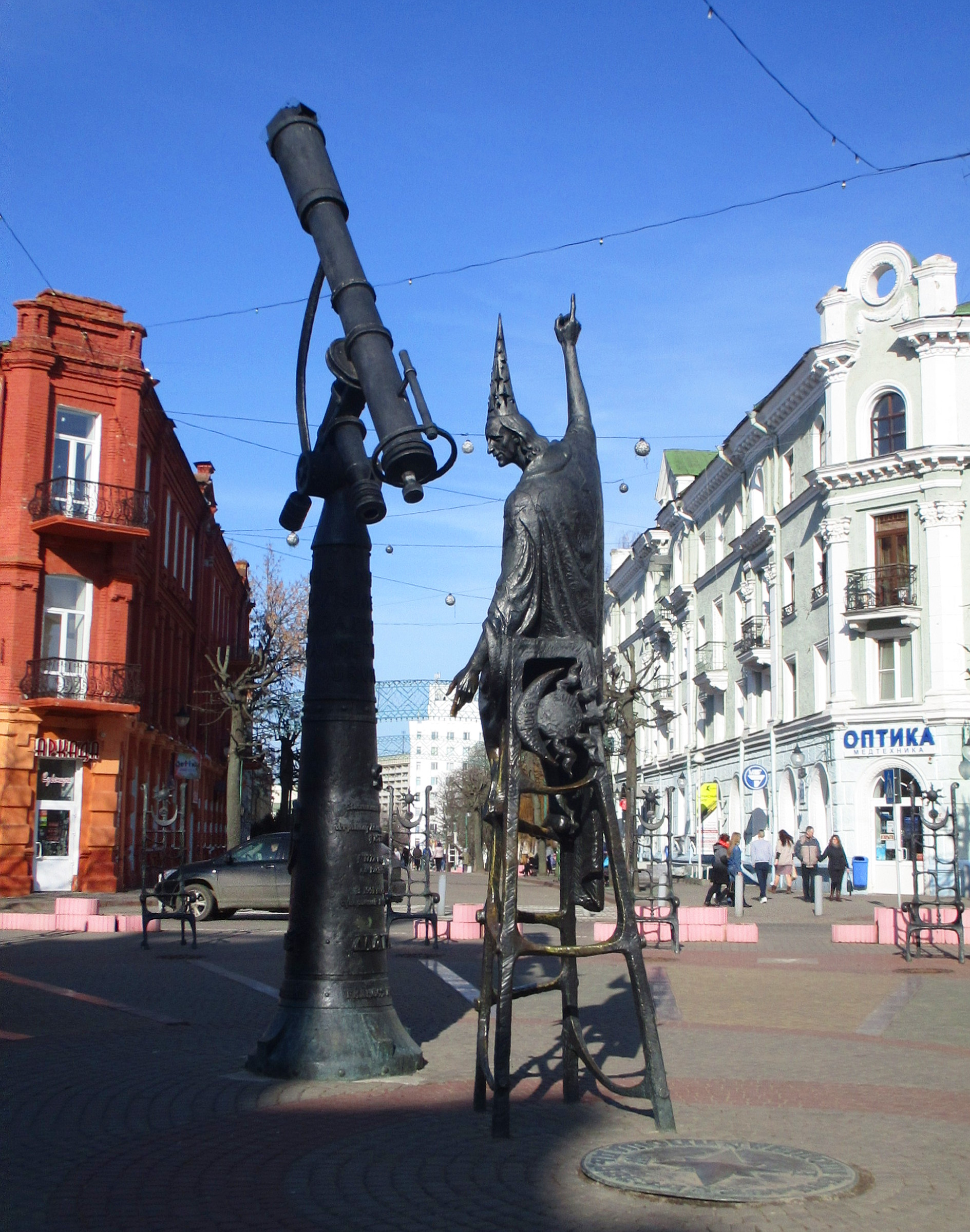
«Звездочёт» (скульптор — В. Жбанов)

Здание было самым высоким в городе. В 1780 году с её смотровой площадки Могилёвом любовались императрица Екатерина II и император Священной Римской империи Иосиф II.
Во время Великой Отечественной войны ратуша была сильно повреждена. 28 декабря 1952 года на совещании архитекторов БССР по охране памятников архитектуры, было принято решение о её восстановлении, 11 сентября 1953 года — решение исполкома Могилёвского городского Совета депутатов № 725, согласно которому здание ратуши объявлялось памятником архитектуры, а работы по её реставрации должны были быть завершены к 10 декабря 1953 года. Однако реставрация ратуши так и не была начата. А в июле 1957 года она была взорвана.
Неоднократно поднимались разговоры о восстановлении городской ратуши, но лишь 23 мая 1992 года произошла символическая закладка первого камня на старом месте будущей ратуши и его освящение на торжественном молебне. Реально к проекту и строительству приступили лишь в 2007 году. В 2008 году в день города произошло её торжественное открытие.

### Памятник, скульптура
- Арка Славы
- Борцам за Советскую власть (мемориальный комплекс)

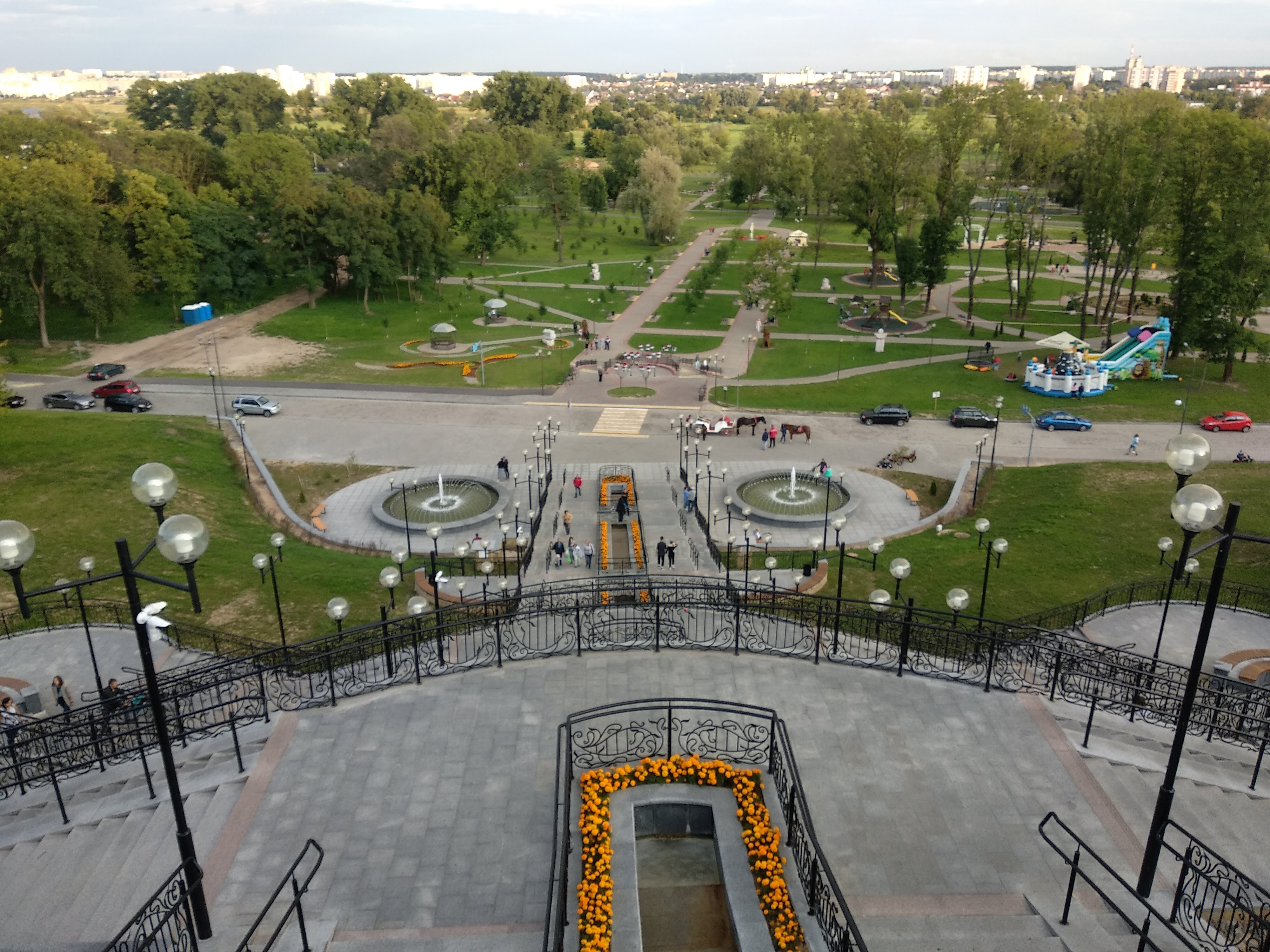
Парк культуры и отдыха «Подниколье»

- Памятник Звездочёту
- Землянка (мемориальный комплекс)
- Парк культуры и отдыха «Подниколье»Триумфальная арка
- Памятник А. С. Пушкину
- Памятник В. И. Ленину
- Памятник Т. Шевченко

### Парки, скверы, аллеи
В Могилёве расположены Печерский лесопарк, являющийся заказником, Казимировский и Любужский лесопарки, 3 парка, более 40 скверов.
Общая площадь зелёных насаждений Могилёва составляет 3000 га. В конце 2018 года закончились работы по созданию городского парка культуры и отдыха «Подниколье», который находится в центре города в пойме Днепра рядом со Свято-Никольским монастырём.
На Аллее Героев увековечены имена 104 Героев Советского Союза — уроженцев и жителей Могилёвской области.

### Зоосад
Могилёвский зоосад был построен на базе учреждения образования «Могилёвский государственный профессиональный агролесотехнический колледж имени К. П. Орловского» в агрогородке Буйничи в 2004 году. Открылся зоосад в мае 2005 года. Площадь зоосада — 120 га. На территории зоосада имеются поля, луг, лес, озёра. В нём обитают около 200 диких животных не только из Беларуси, но и привезённые из других уголков планеты. Уникальной особенностью зоопарка являются не только его большие масштабы и разнообразие видов, но и способ содержания животных. Они проживают, за некоторыми исключениями, вне клеток, в вольерах, поэтому посетители могут приблизиться к обитателям зоосада и при этом чувствовать себя в безопасности. Также в зоосаде производится серьёзная образовательная и научная работа по реабилитации больных и попавших в беду животных.
В зоосаде к услугам посетителей присутствуют беседки, тропы, точки питания, кафе, мини железная дорога. Также в зоосаде присутствуют 5 агроэкоусадеб как для отдыха на природе, так и в качестве учебной базы для подготовки рабочих по ландшафту, экскурсоводов, предпринимателей.

## В филателии и нумизматике
- 12 июля 2004 года Национальным банком Республики Беларусь выпущены в обращение памятные монеты «Магілёў» («Могилёв»)[81].
- 25 января 2005 года выпущена почтовая марка «Герб Могилёва» из серии «Гербы городов Беларуси»[82].
- 14 января 2013 года Министерство связи и информатизации Республики Беларусь выпустило в обращение конверт с оригинальной маркой «Могилёв — культурная столица Беларуси 2013 г.»[83].
- 3 июля 2017 года Министерство связи и информатизации Республики Беларусь выпустило в обращение почтовую марку «Могилёв» из серии «Города Беларуси»[84].

## Средства массовой информации

### Телевидение
- Телеканал «Беларусь 4 Могилёв»
- Телеканал «ТВ-2 Могилёв».

### Радио
- «Народное Радио» — 88,0 FM;
- «Радио Столица» — 89,6 FM;
- «Радио Unistar» — 90,0 FM;
- «Юмор FM» — 91,9 FM;
- «Пилот FM» — 93,2 FM;
- (ПЛАН) «Energy FM» — 93,8 FM;
- «Центр FM» — 94,3 FM;
- «Компас FM» — 94,8 FM;
- «Новое радио» — 95,7 FM;
- «Радио Могилёв» — 96,4 FM;
- «Альфа Радио» — 97,2 FM;
- «Радио Минск» — 98,1 FM;
- «Русское радио» — 98,6 FM;
- «Канал Культура» — 99,1 FM;
- «Радиус FM» — 100,9 FM;
- «Душевное радио» — 102,1 FM;
- «Радио Рокс» — 103,4 FM;
- «Супер FM» — 104,5 FM;
- «Первый Национальный канал Белорусского радио» — 105,9 FM;
- «Радио МИР» — 107,8 FM.

### Печать
- Газета «Магілёўскія ведамасцi» (с бел. — «Могилёвские ведомости»);
- Газета «Могилёвская правда»;
- Газета «Днепровская неделя»;
- Газета «Зямля i людзi» (с бел. — «Земля и люди»);
- Газета «Веснік Магілёва» (с бел. — «Вестник Могилёва»);
- Газета «Вечерний Могилёв».

## Международное сотрудничество

### Города-побратимы
- Грозный, Россия
- Сумгаит, Азербайджан
- Габрово, Болгария
- Айзенах, Германия
- Тебриз, Иран
- Шымкент, Казахстан
- Чжэнчжоу, Китай
- Клайпеда, Литва
- Влоцлавек, Польша
- Астрахань, Россия
- Пенза, Россия
- Тула, Россия
- Тобольск, Россия
- Звенигород, Россия
- / Керчь, Россия/Украина[85]
- Крагуевац, Сербия
- Бардеёв, Словакия
- Виллербан, Франция
- Соколиная Гора, ВАО Москвы, Россия

### Города-партнёры
- Красноярск, Россия
- Виттенберг, Германия
- Асти, Италия
- Баринас, Венесуэла
- Эр-Райян, Катар
- Смоленск, Россия
- Сыктывкар, Россия
- Самара, Россия
- Хьюстон, США
- Худжанд, Таджикистан
- Нанкин, Китай
- Омск, Россия
- Тобольск, Россия
- Балашиха, Россия
- Вологда, Россия
- Хабаровск, Россия
- Фрунзенский район Санкт-Петербурга, Россия
- Колпинский район Санкт-Петербурга, Россия
- Лахор, Пакистан
- Почхон, Республика Корея
- Семей, Казахстан
- Брянск, Россия
- Нарын, Кыргызстан
- Темрюк, Россия
- Наблус, Палестина

## Почётные граждане
- Красноштанов, Иван Данилович (1900 — 1983) — советский военачальник, генерал-лейтенант; участник освобождения города 28 июня 1944 года.